# Biserica de lemn din Apatiu

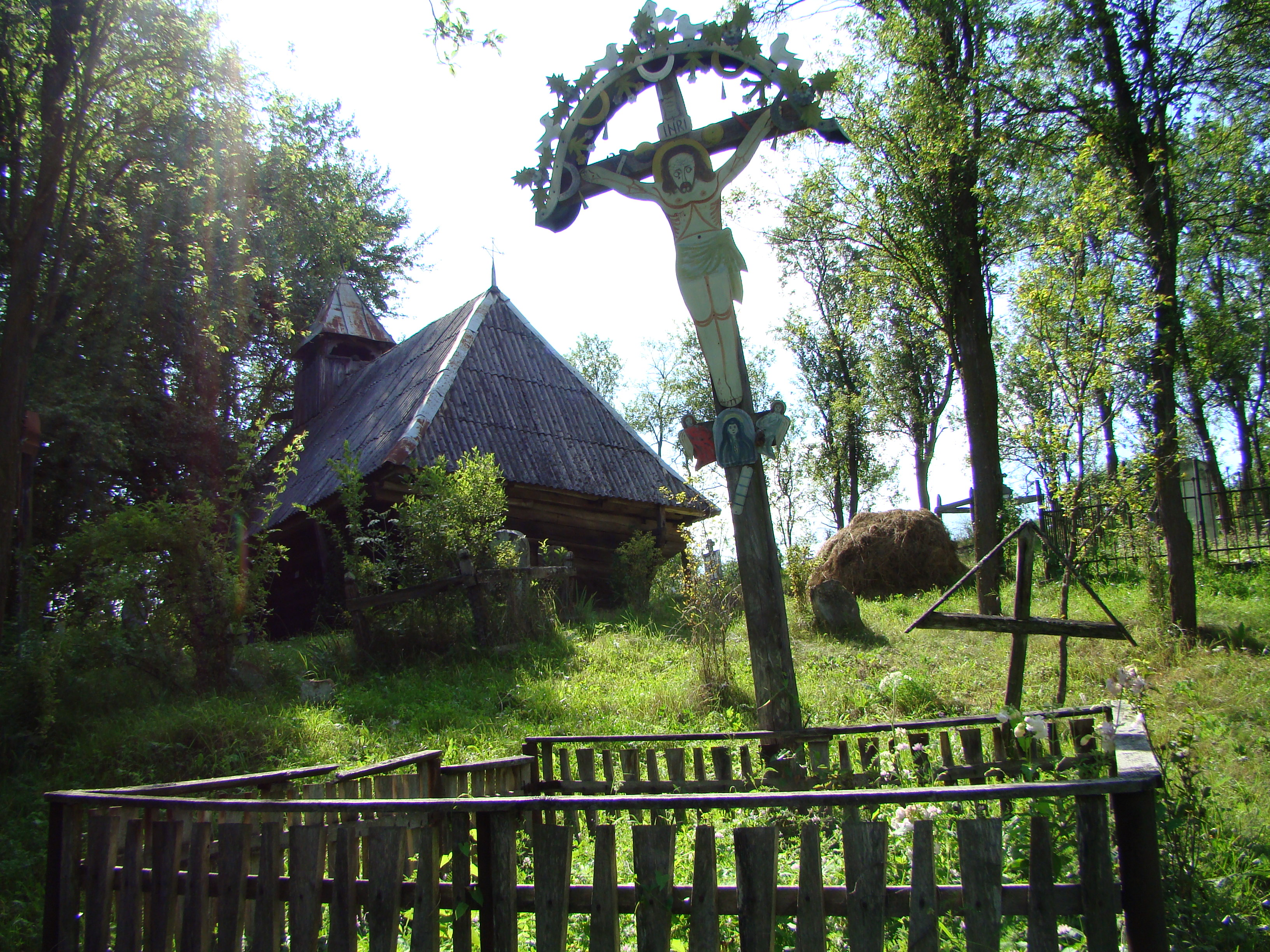
Biserica de lemn „Sfinții Arhangheli Mihail și Gavriil” din Apatiu, comuna Chiochiș, județul Bistrița-Năsăud, foto: iulie 2009.

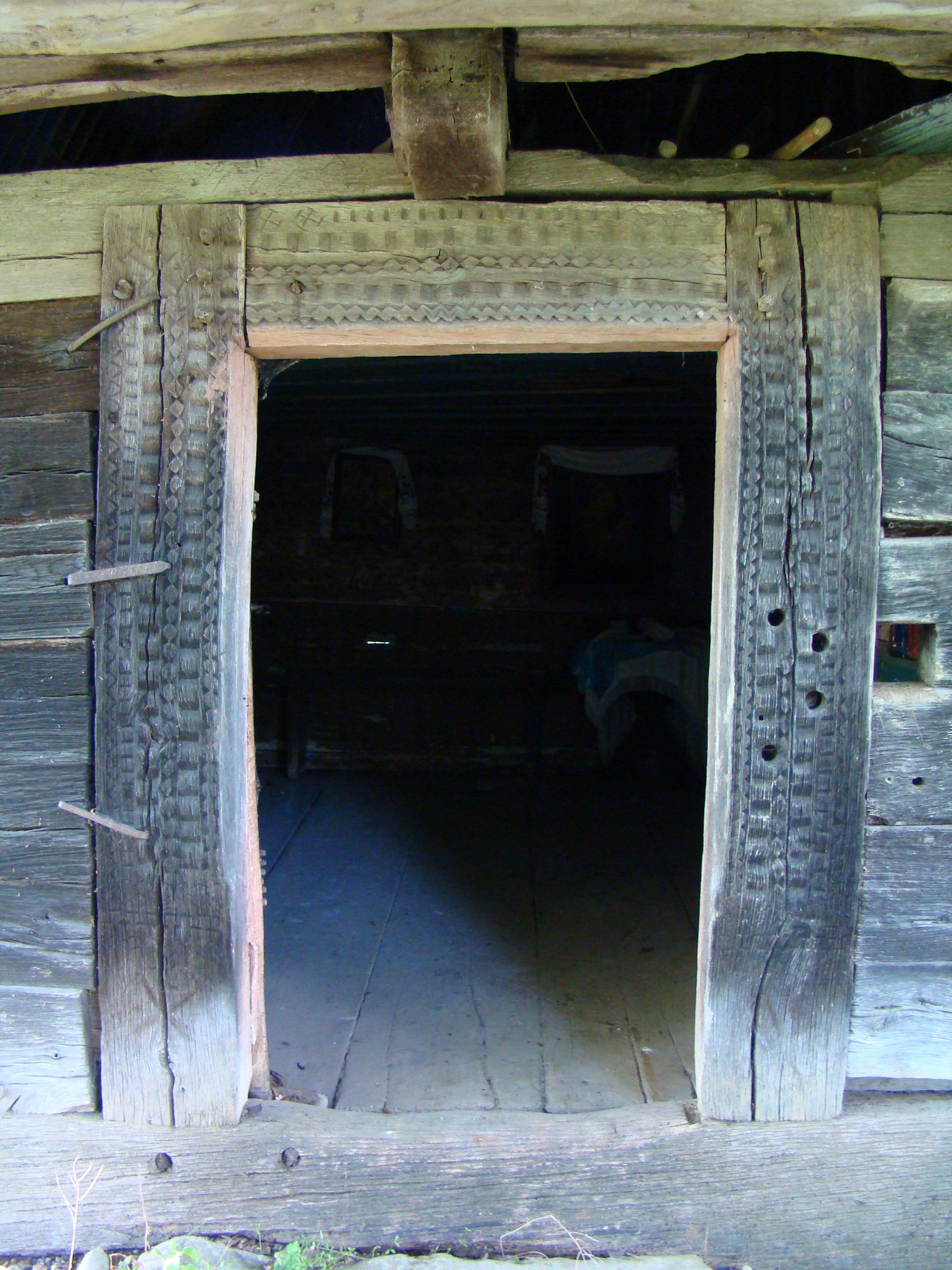
Portalul exterior

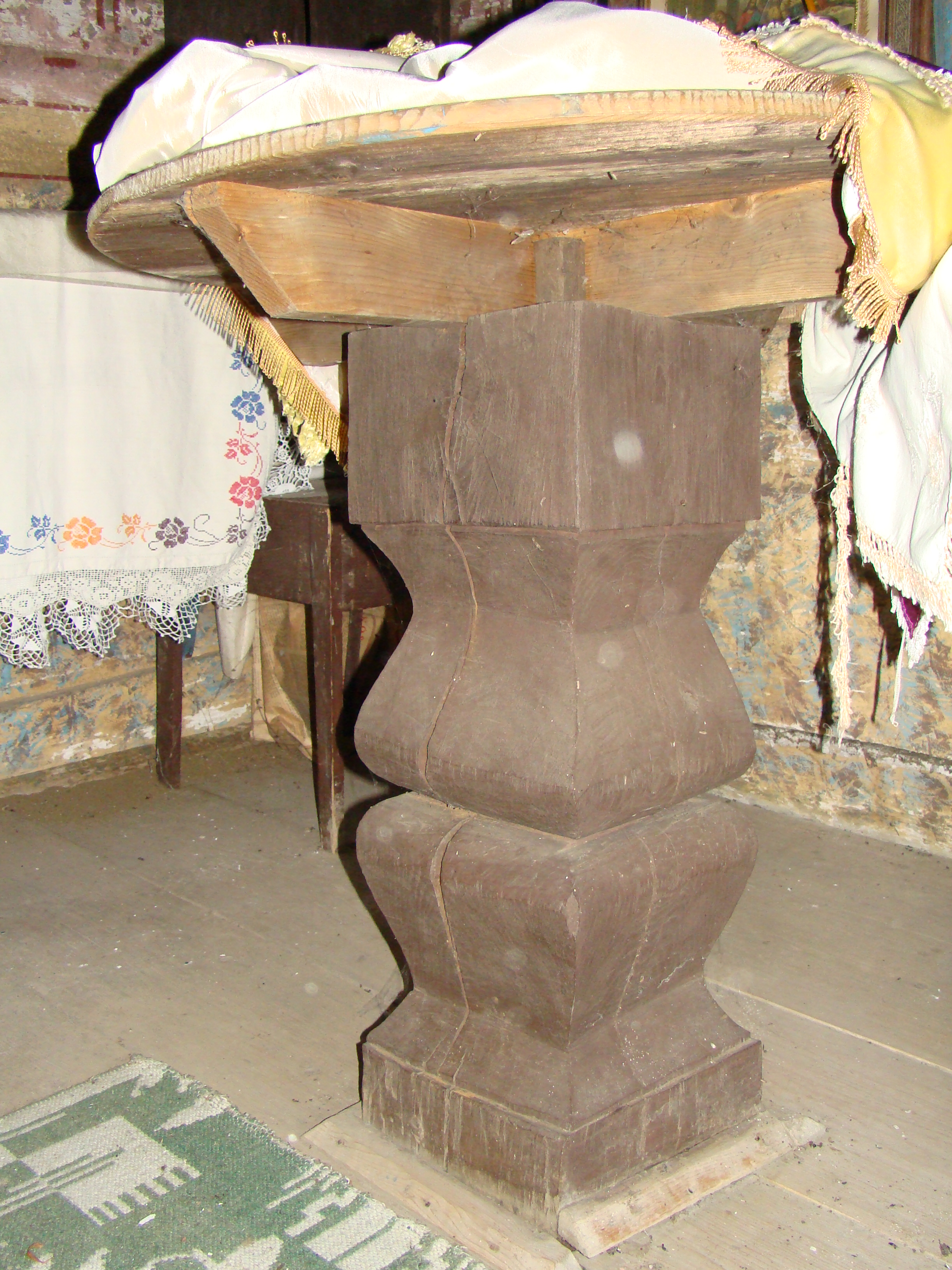
Prestolul

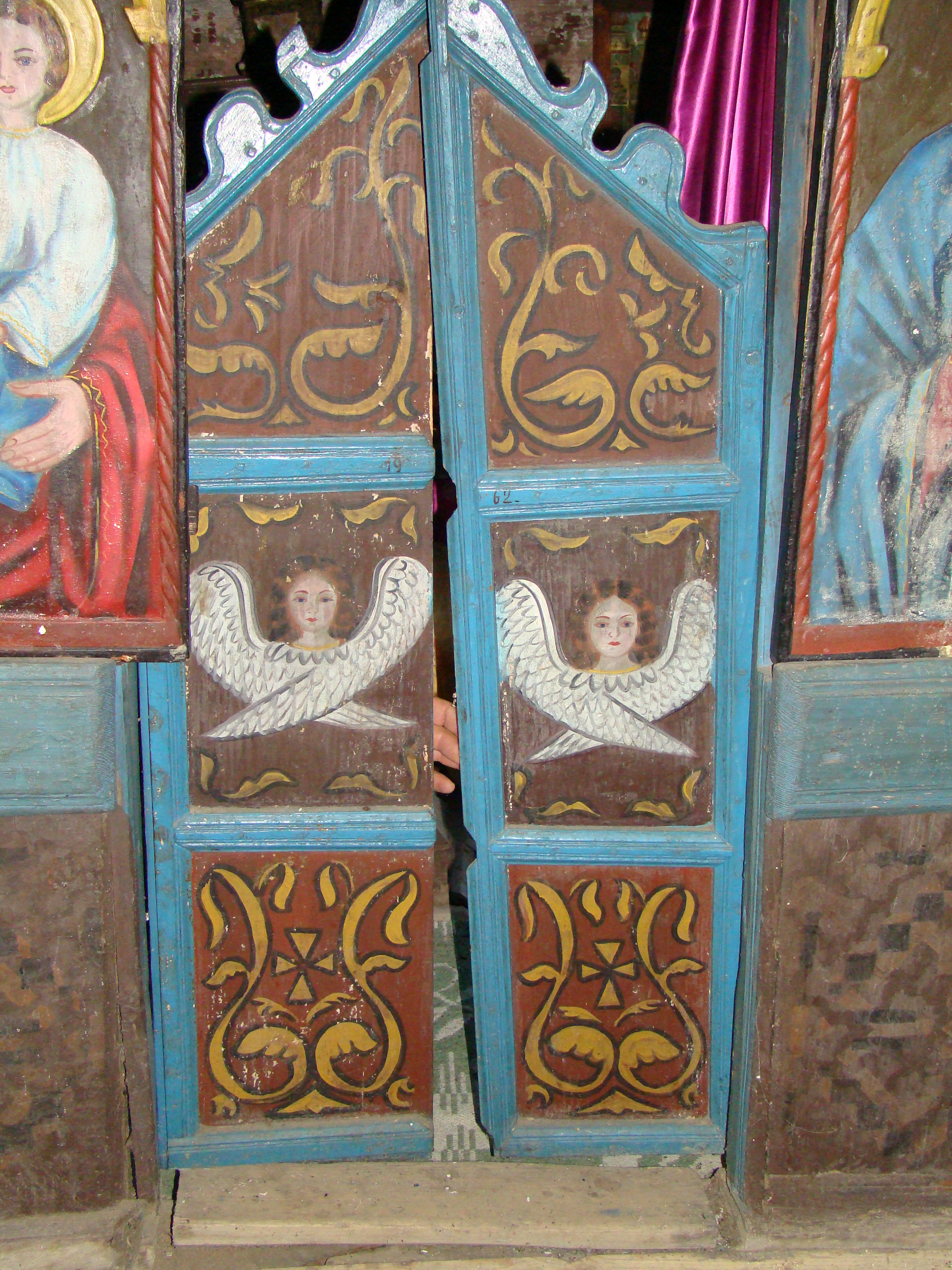
Ușile împărătești

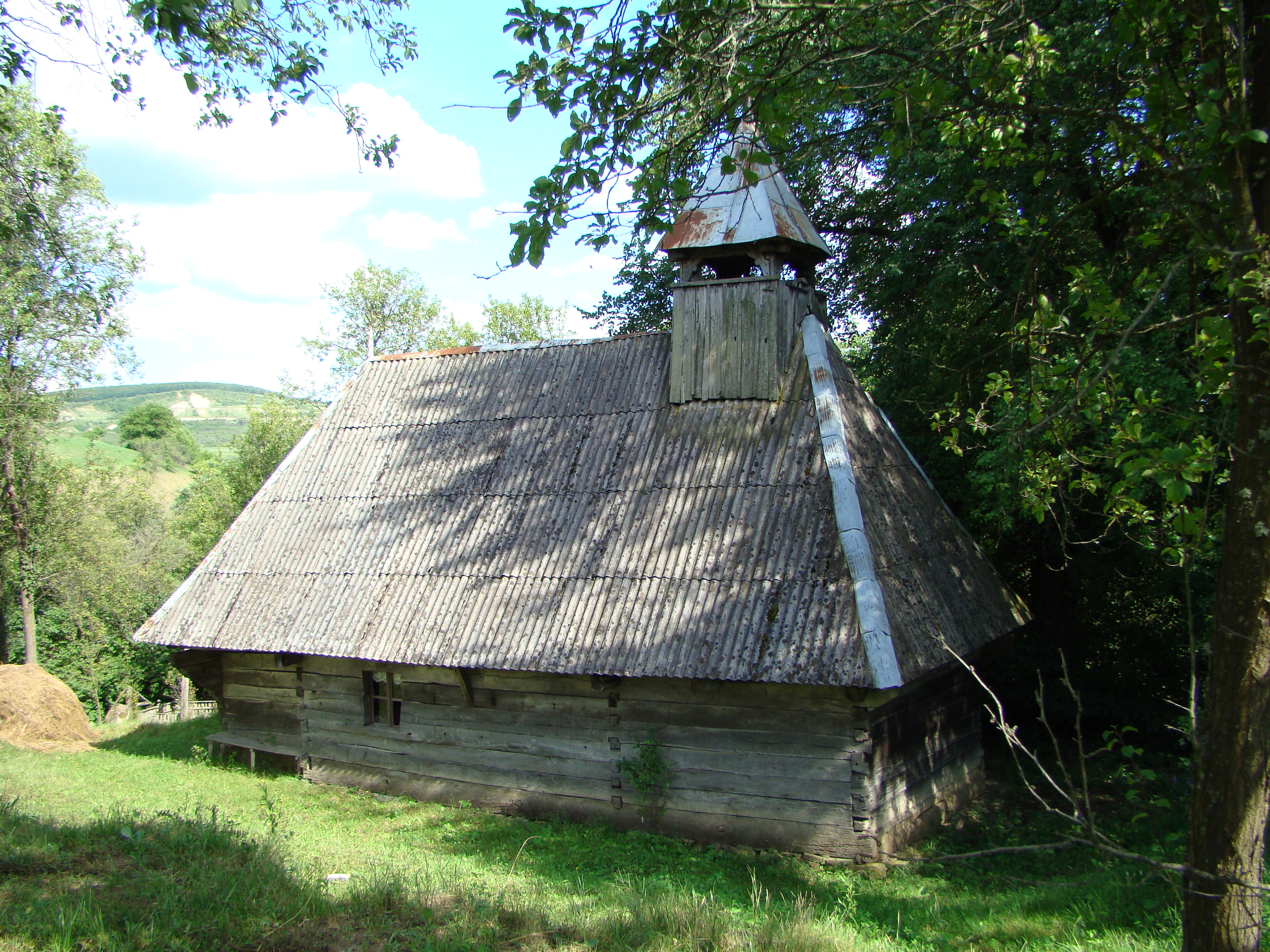
Biserica (nord-vest)

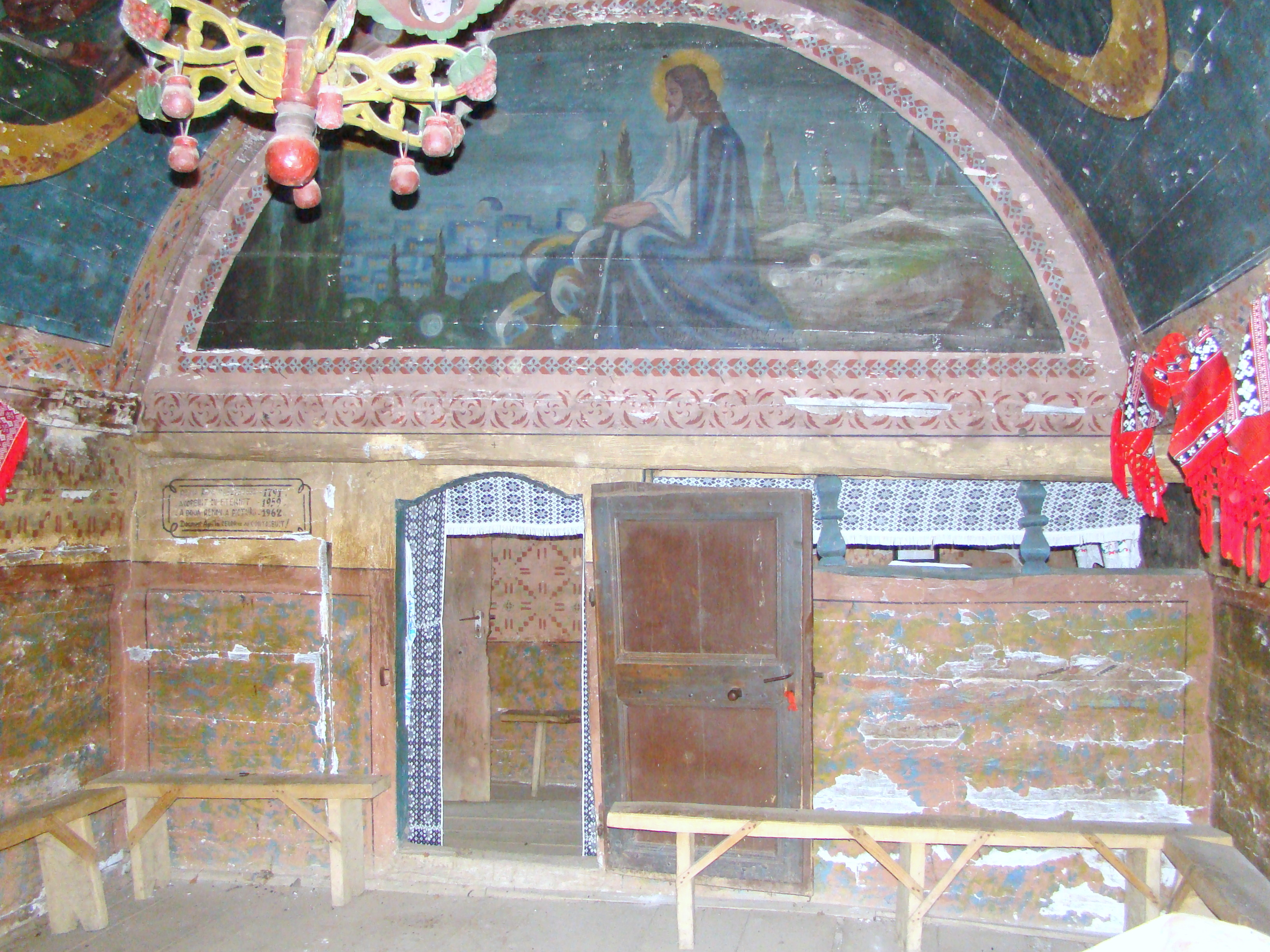
Naos, latura de vest

Biserica de lemn din Apatiu, comuna Chiochiș, județul Bistrița-Năsăud datează din secolul XVIII. Lăcașul are hramul „Sfinții Arhangheli Mihail și Gavriil” (8 noiembrie) și figurează pe lista monumentelor istorice, cod LMI BN-II-m-A-01612.

## Istoric și trăsături
Numele satului este cunoscut încă de prin anii 1274-1320 când purta numele de Opati. În anul 1437 aici s-a semnat actul de convenție între nobilii sași și secui. Tot aici în anul 1514 s-au adunat răsculații lui Gheorghe Doja, în frunte cu Ioan de la Apatiu, pornind un focar de răscoală spre Cluj, devastând și arzând o mare parte din proprietățile nobilimii. Despre existența unei biserici în acest sat se vorbește în documentele vremii pe la anul 1740, ca fiind adusă din marginea satului și sfințită cu hramul „Sfinții Arhangheli Mihail și Gavriil”. După cum reiese din documentele vremii, în anul 1884 se sfințește și clopotul bisericii. Biserica a fost rând pe rând renovată, astfel o inscripție de pe peretele interior al bisericii vorbește despre o primă renovare a picturii în 1791, acoperirea cu eternit în 1959 și a doua renovare a picturii în anul 1962. În patrimoniul acestei biserici nu se găsesc obiecte de valoare artistică sau istorică, cărțile fiind predate bibliotecii din Bistrița, iar icoanele pe lemn au fost repictate, pierzându-și valoarea.

## Imagini din interior

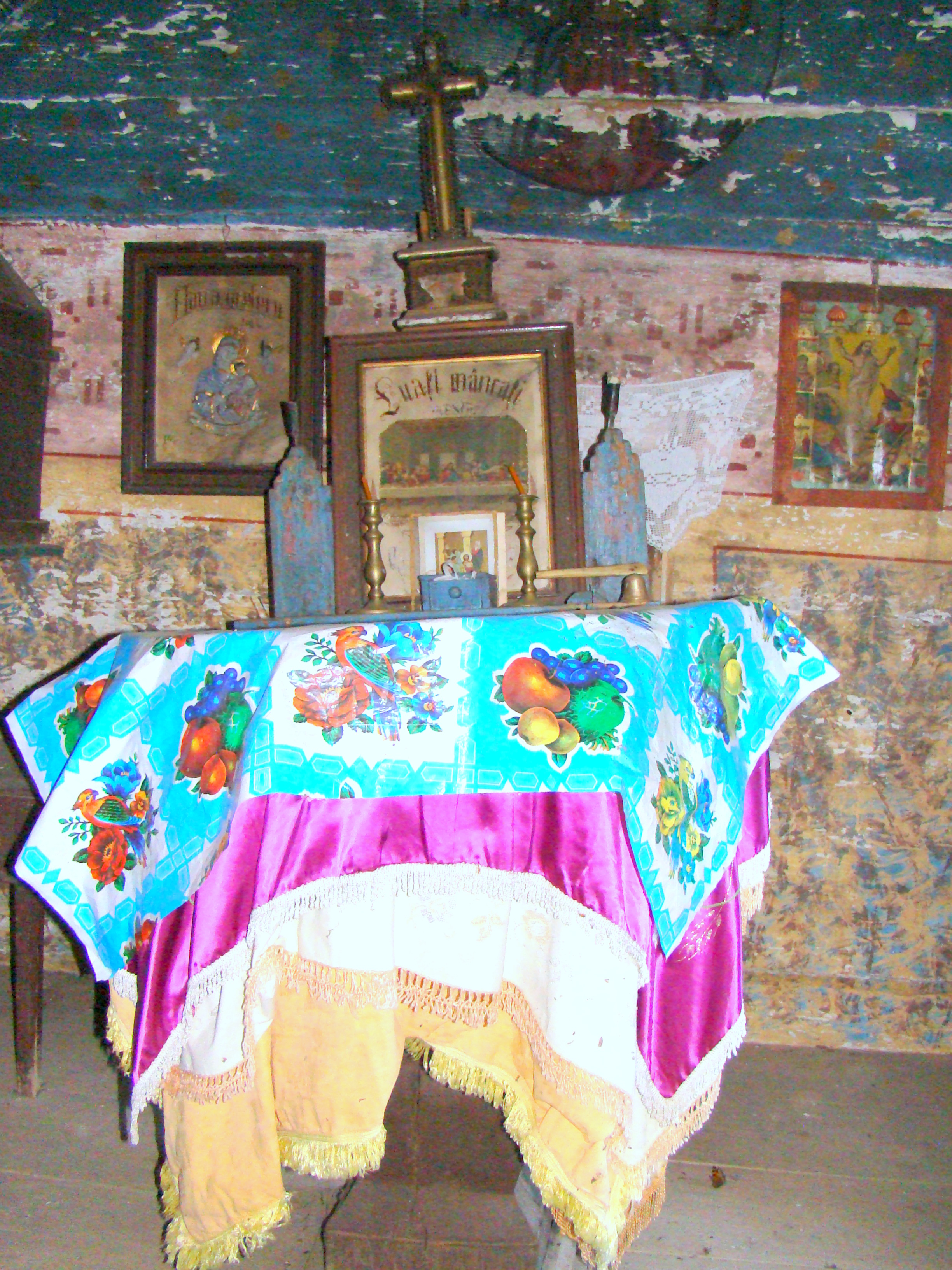
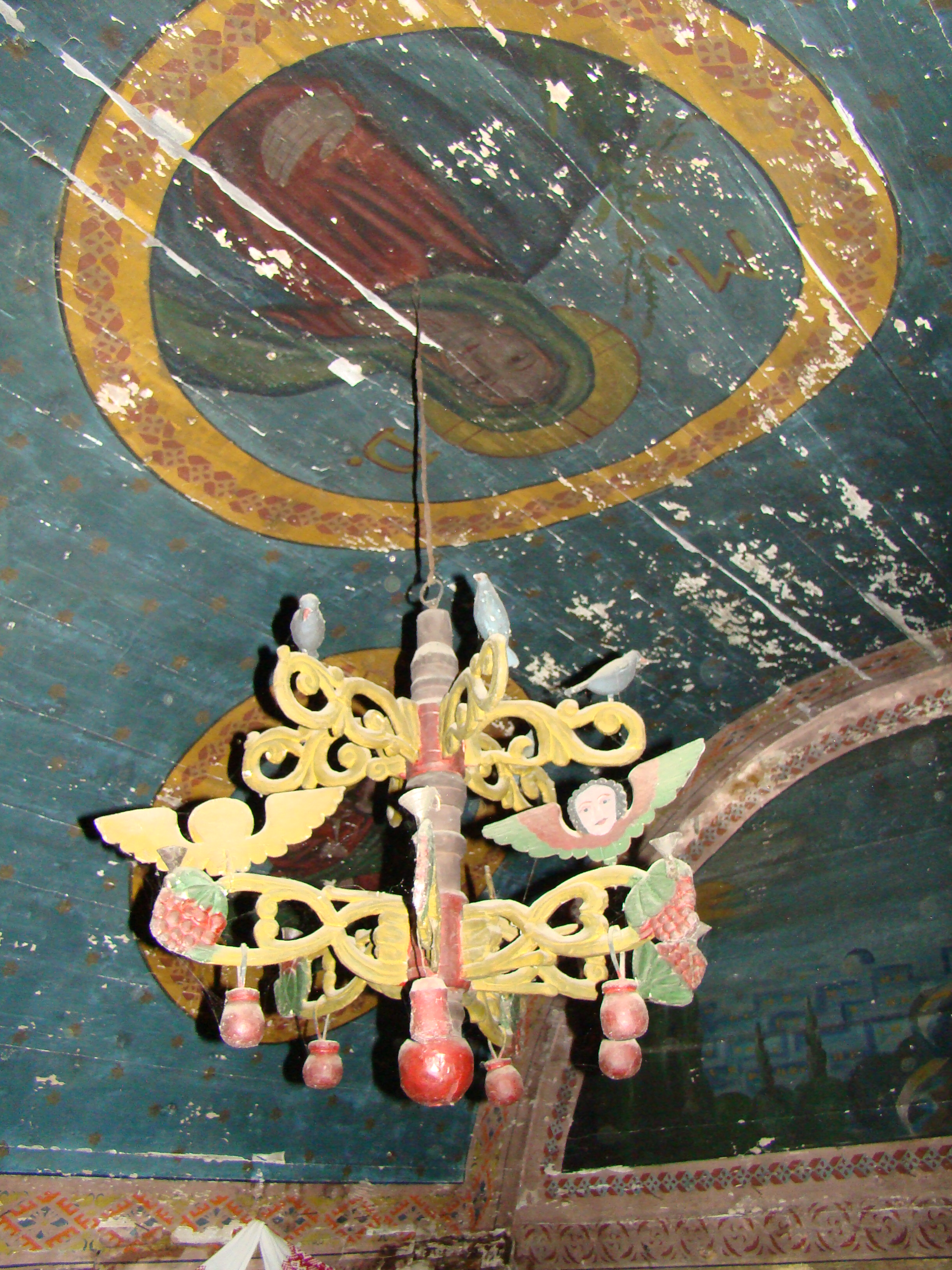
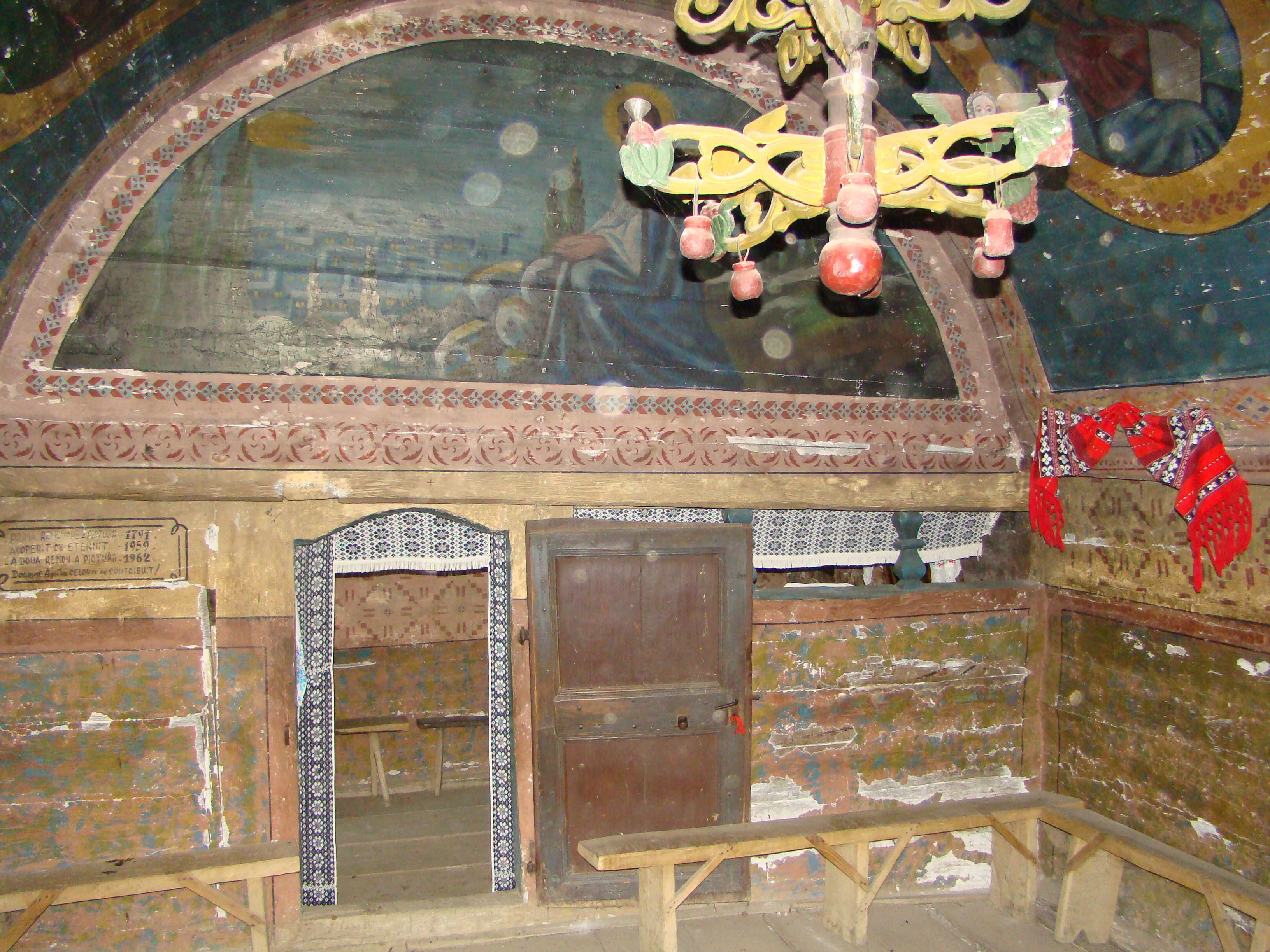
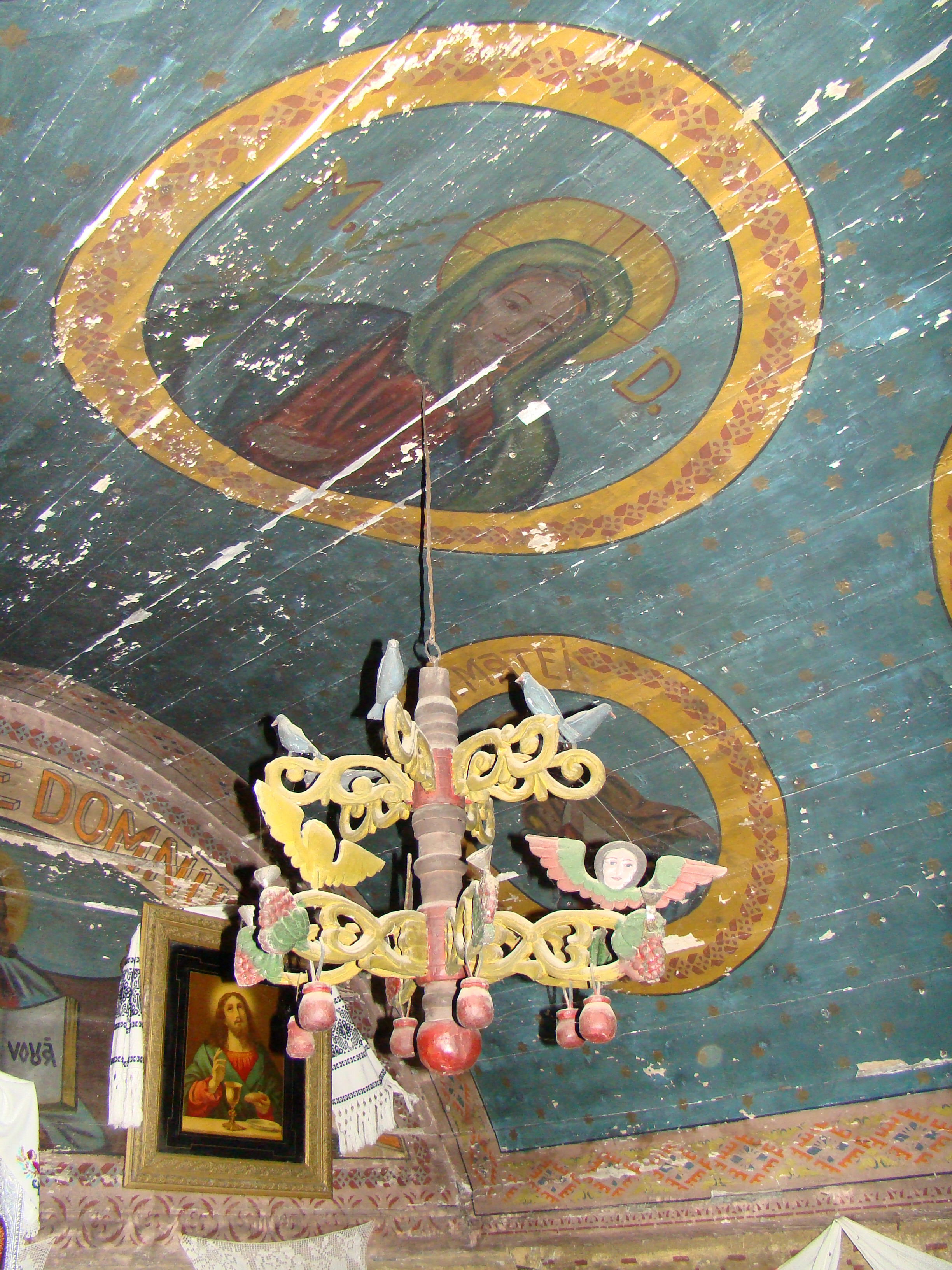
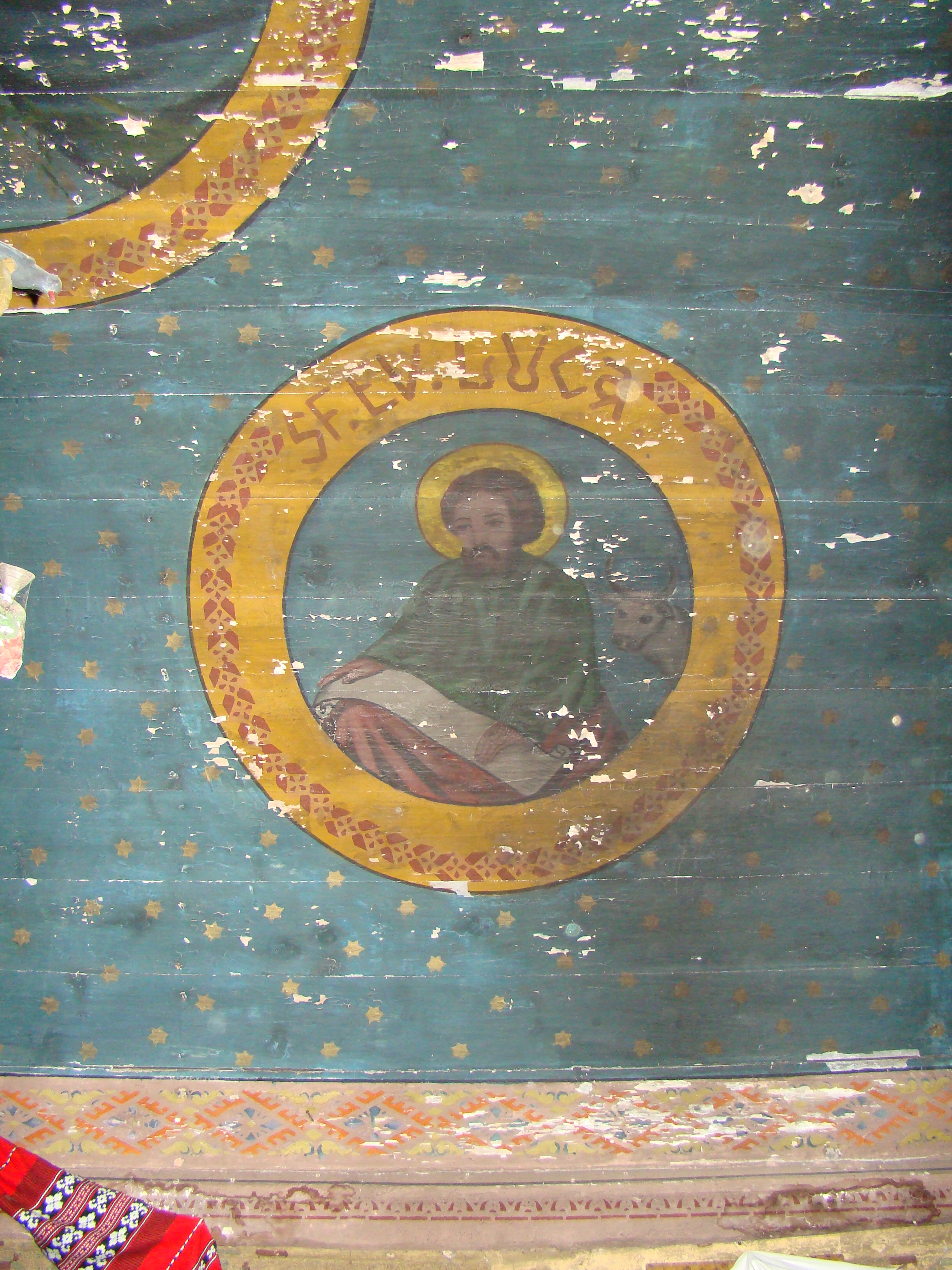
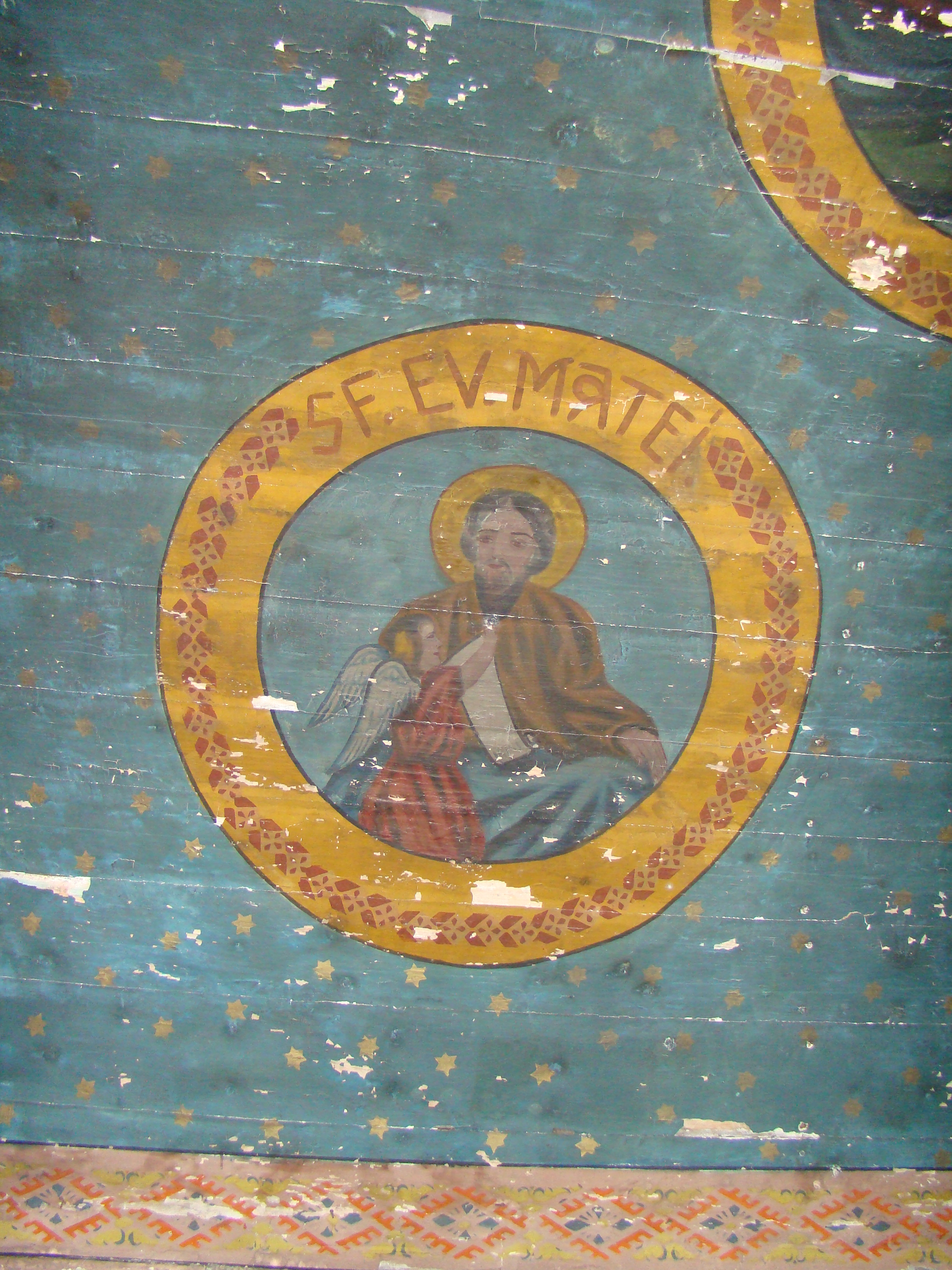
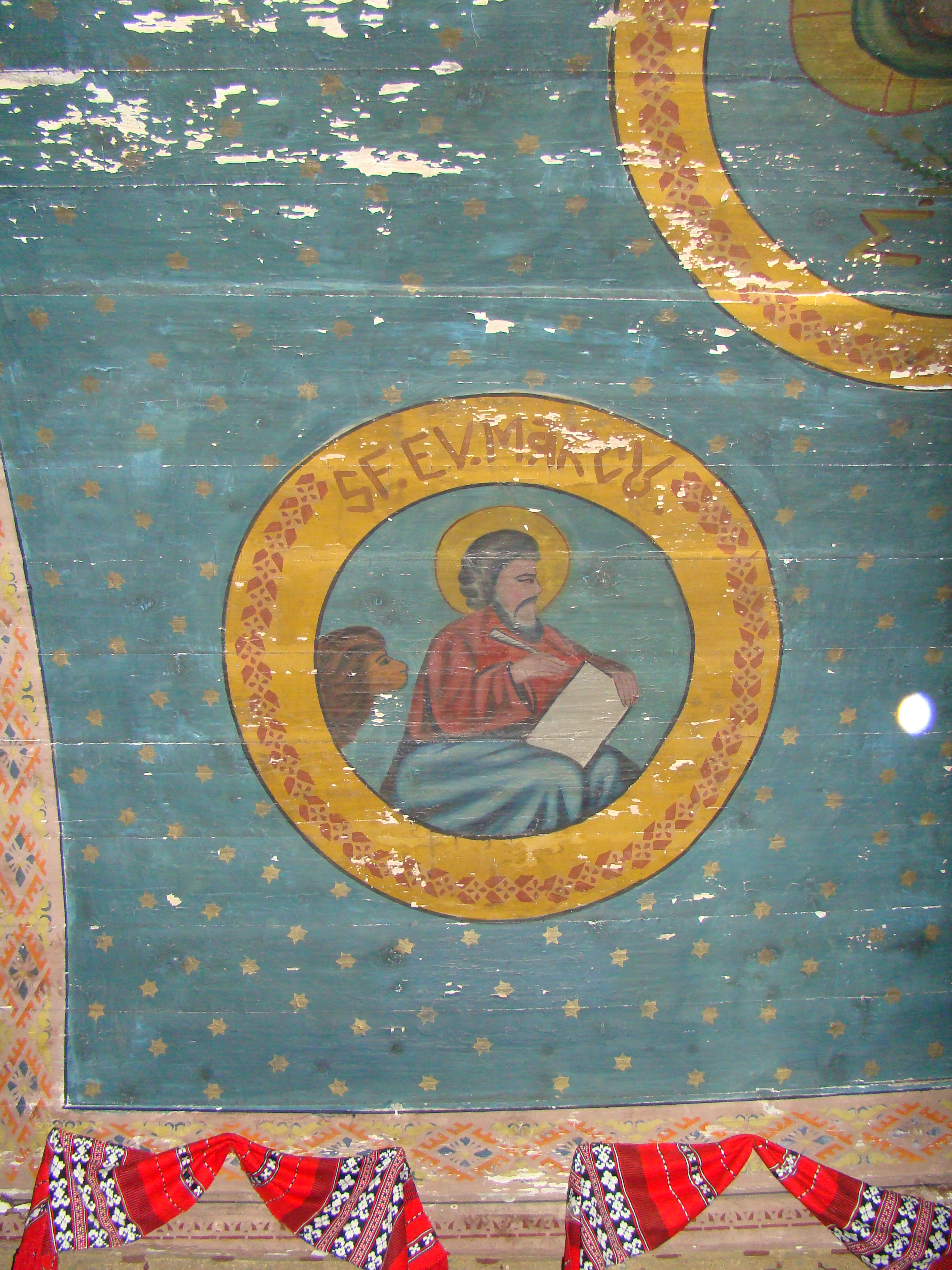
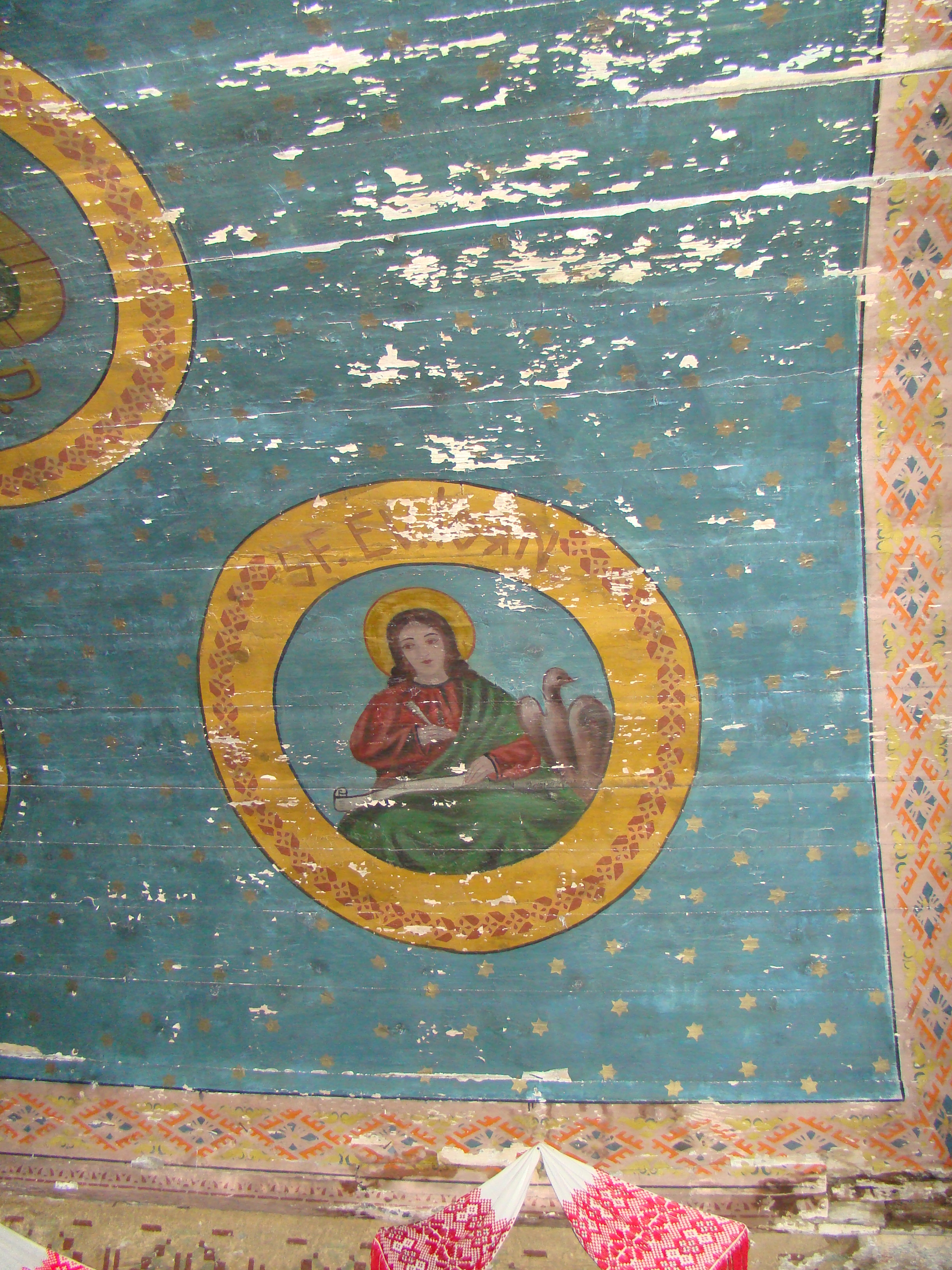
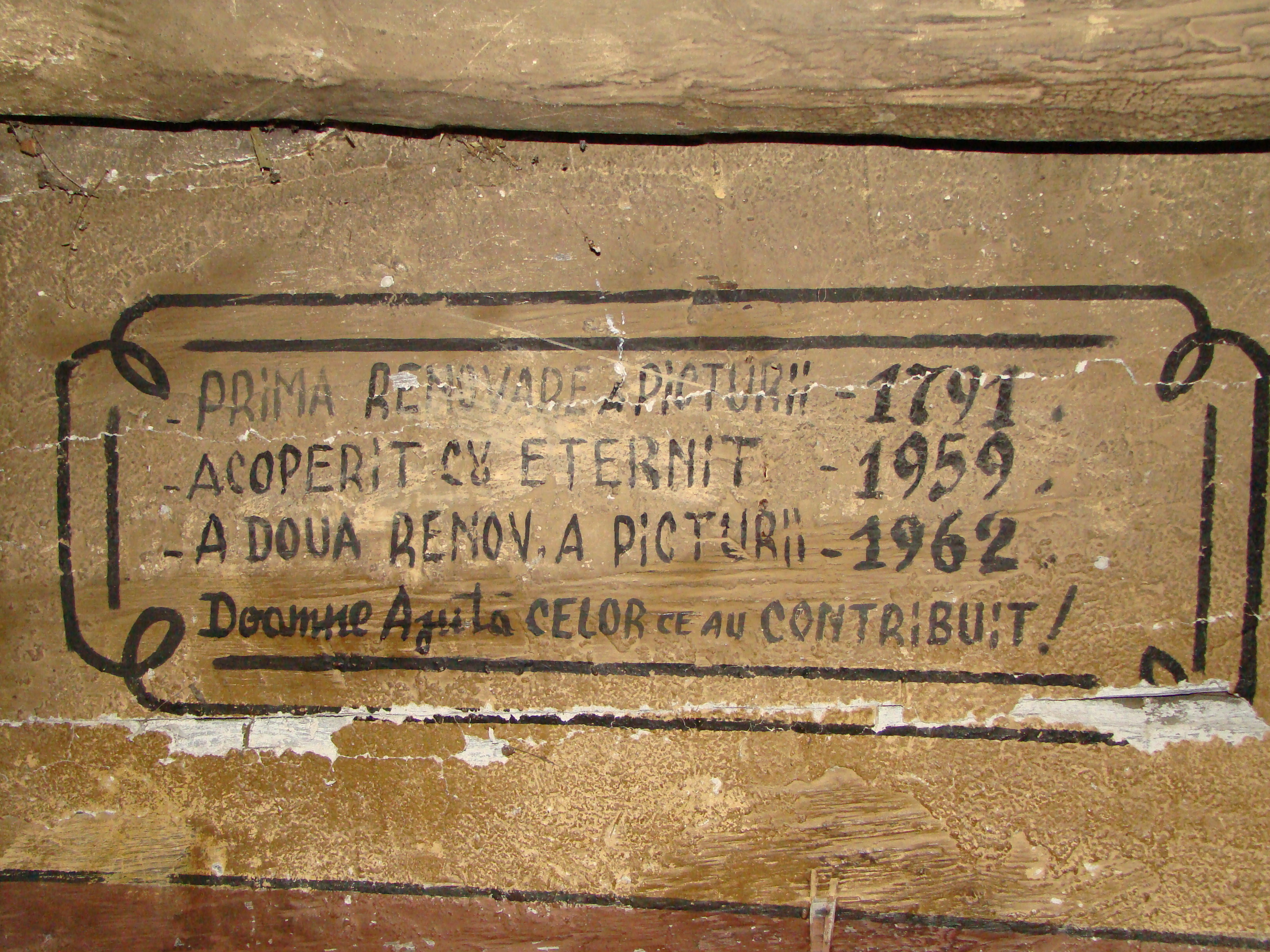

## Imagini din exterior

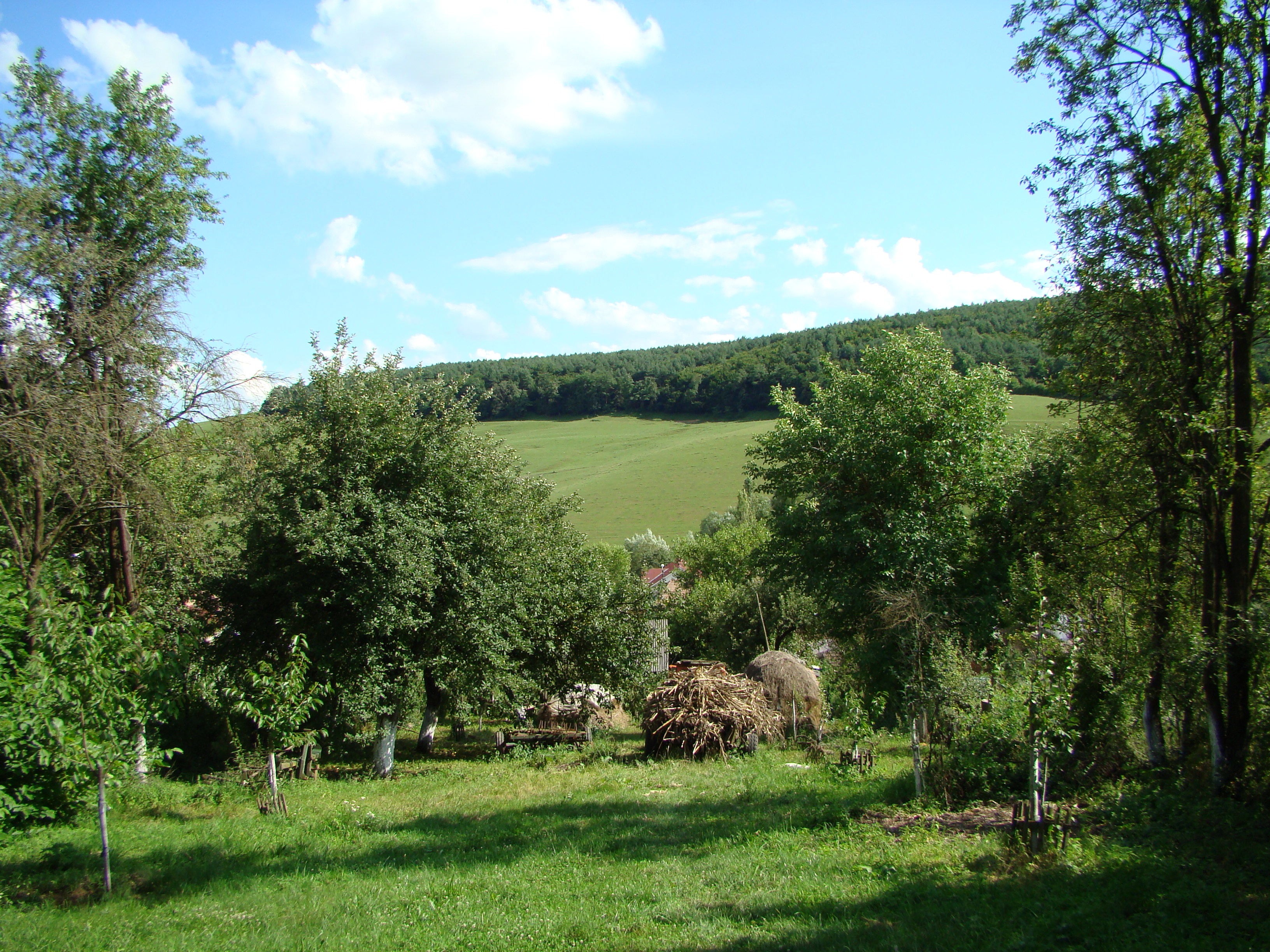
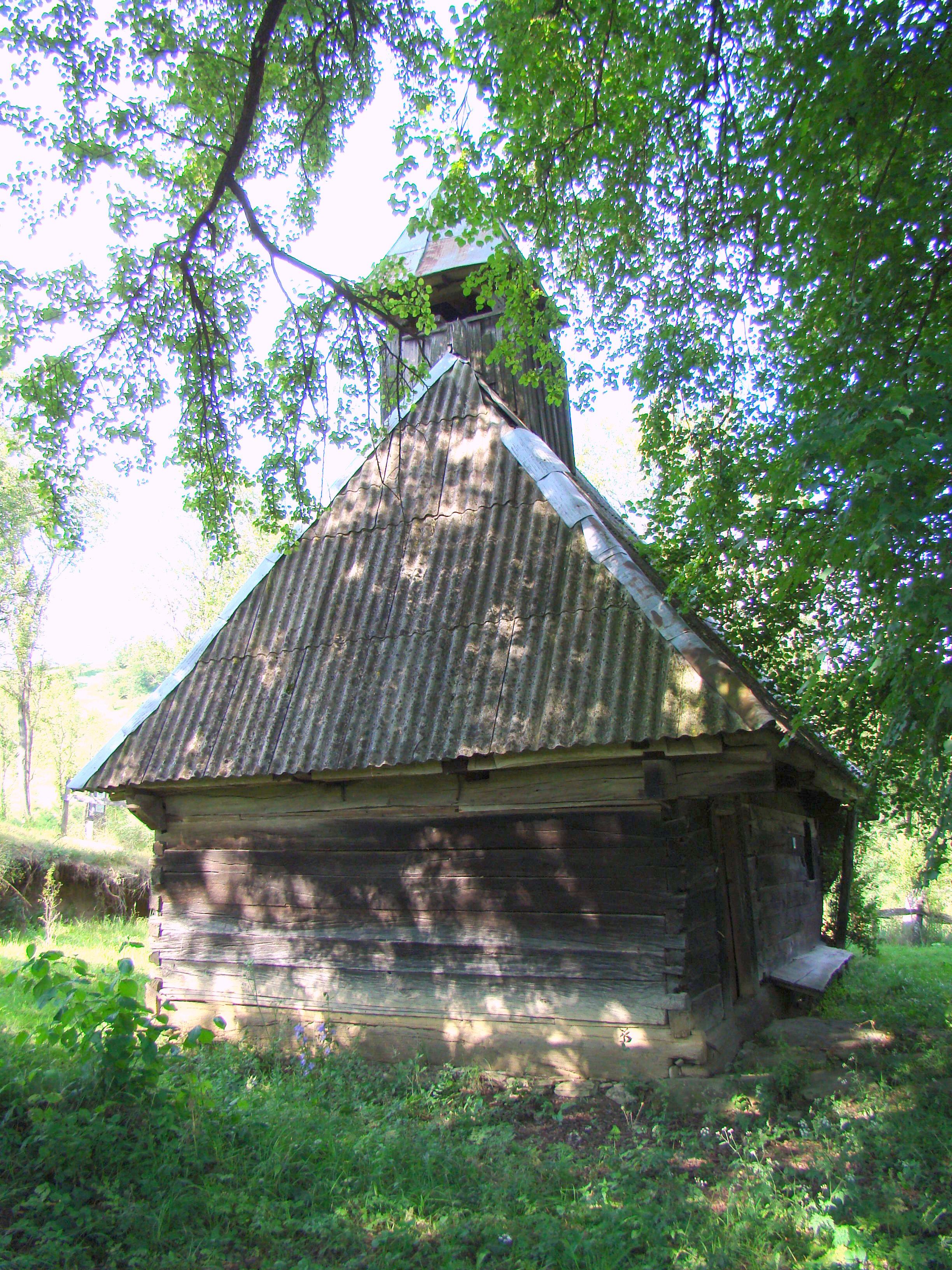
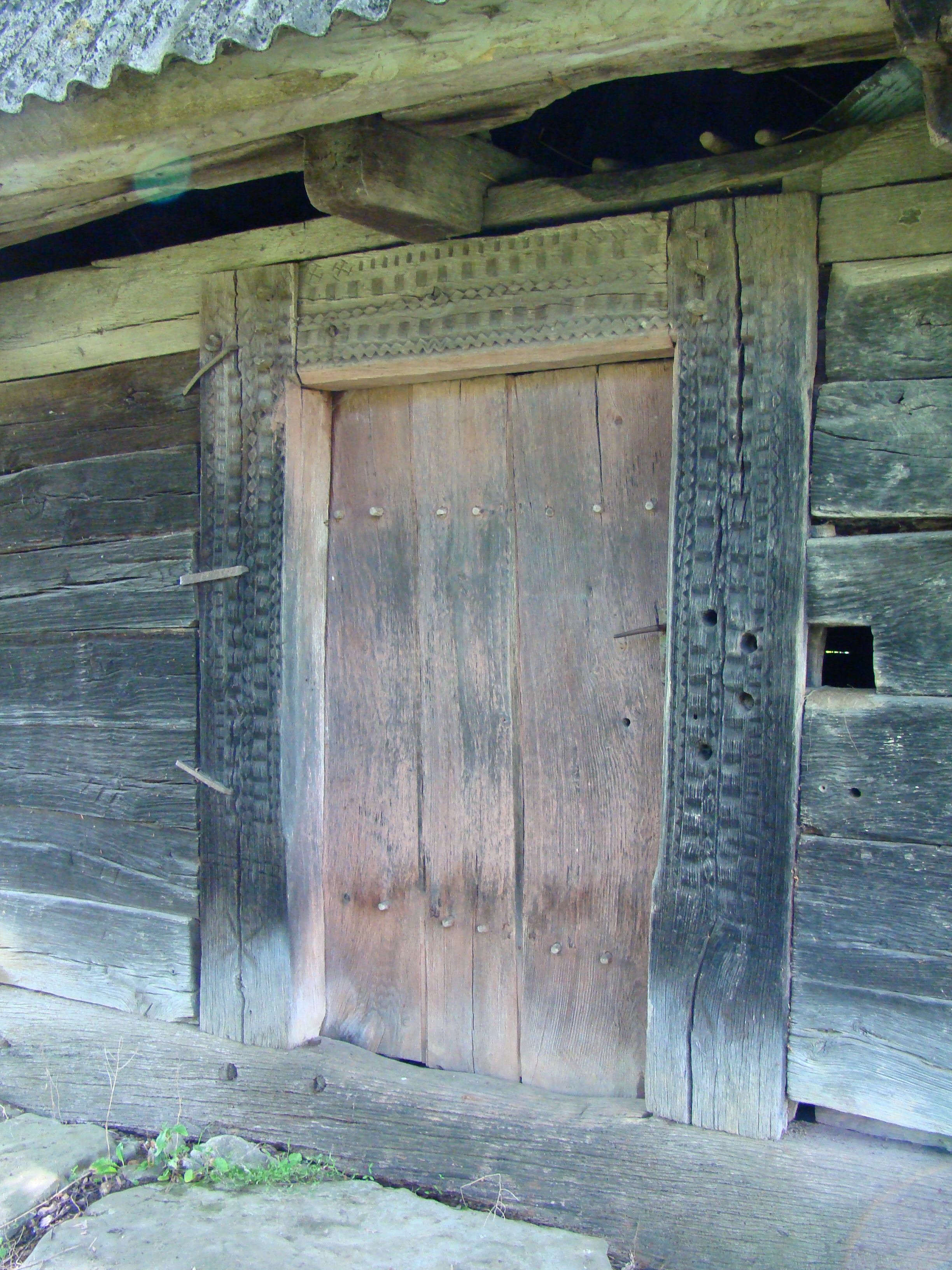
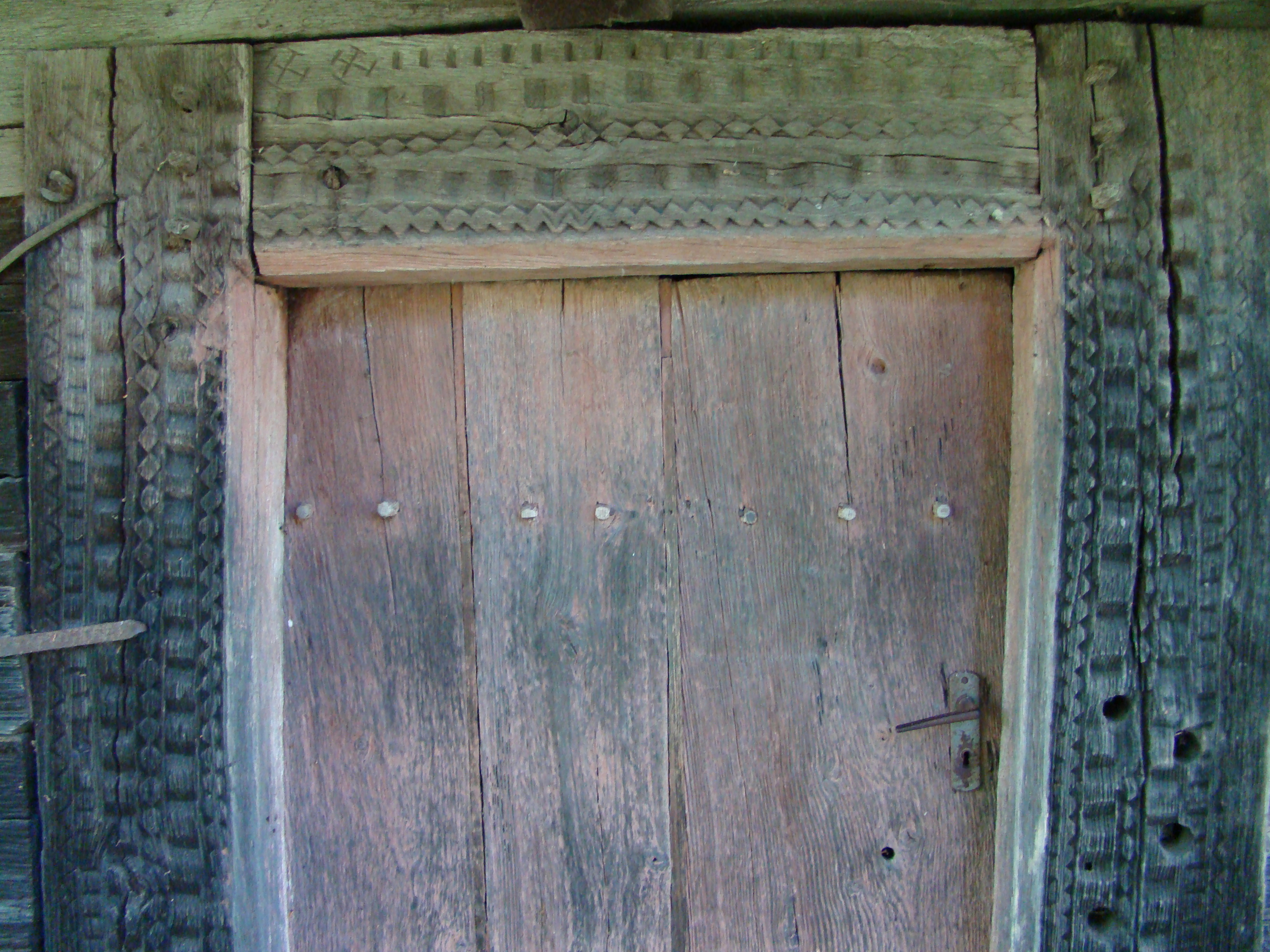
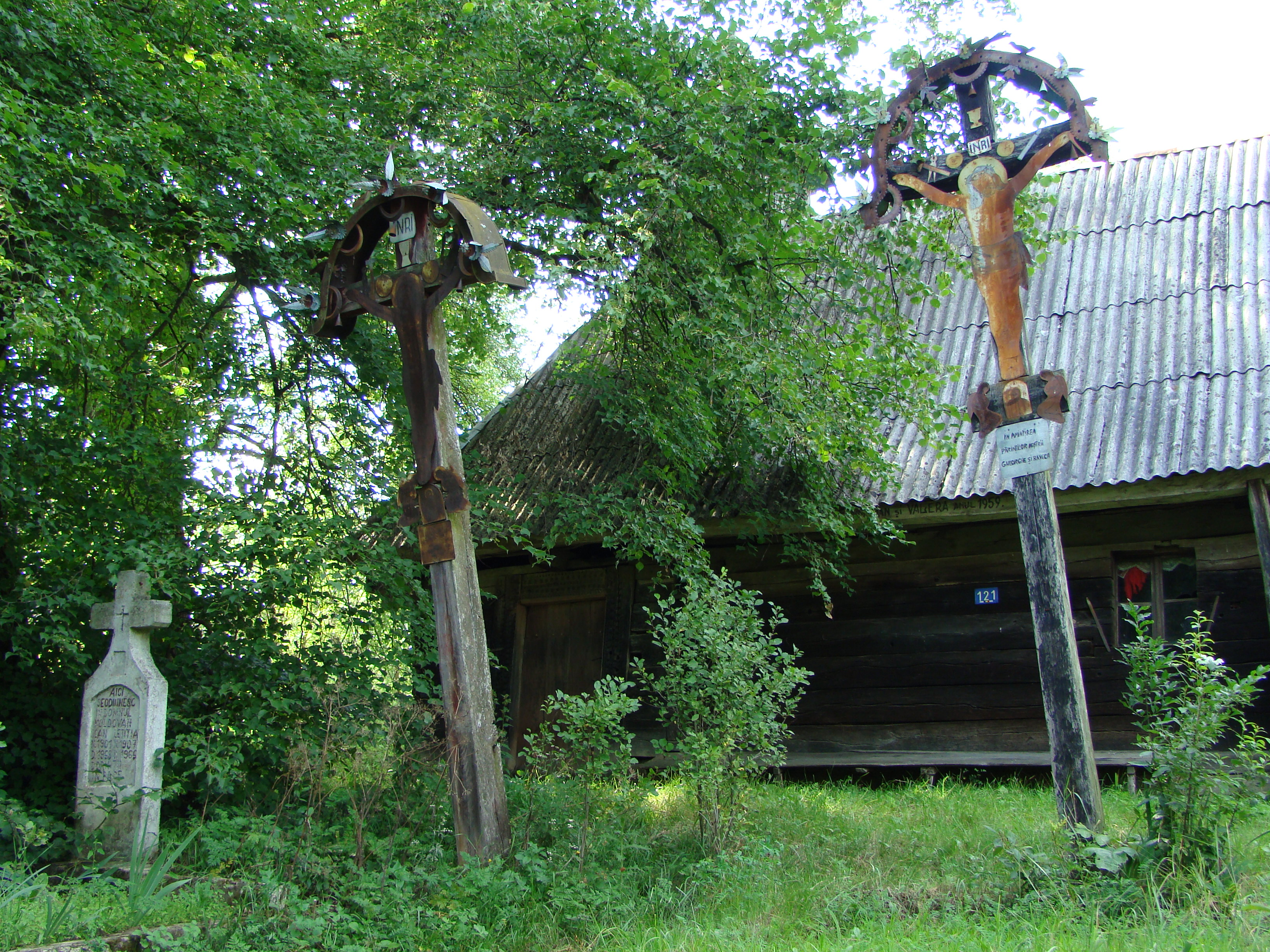
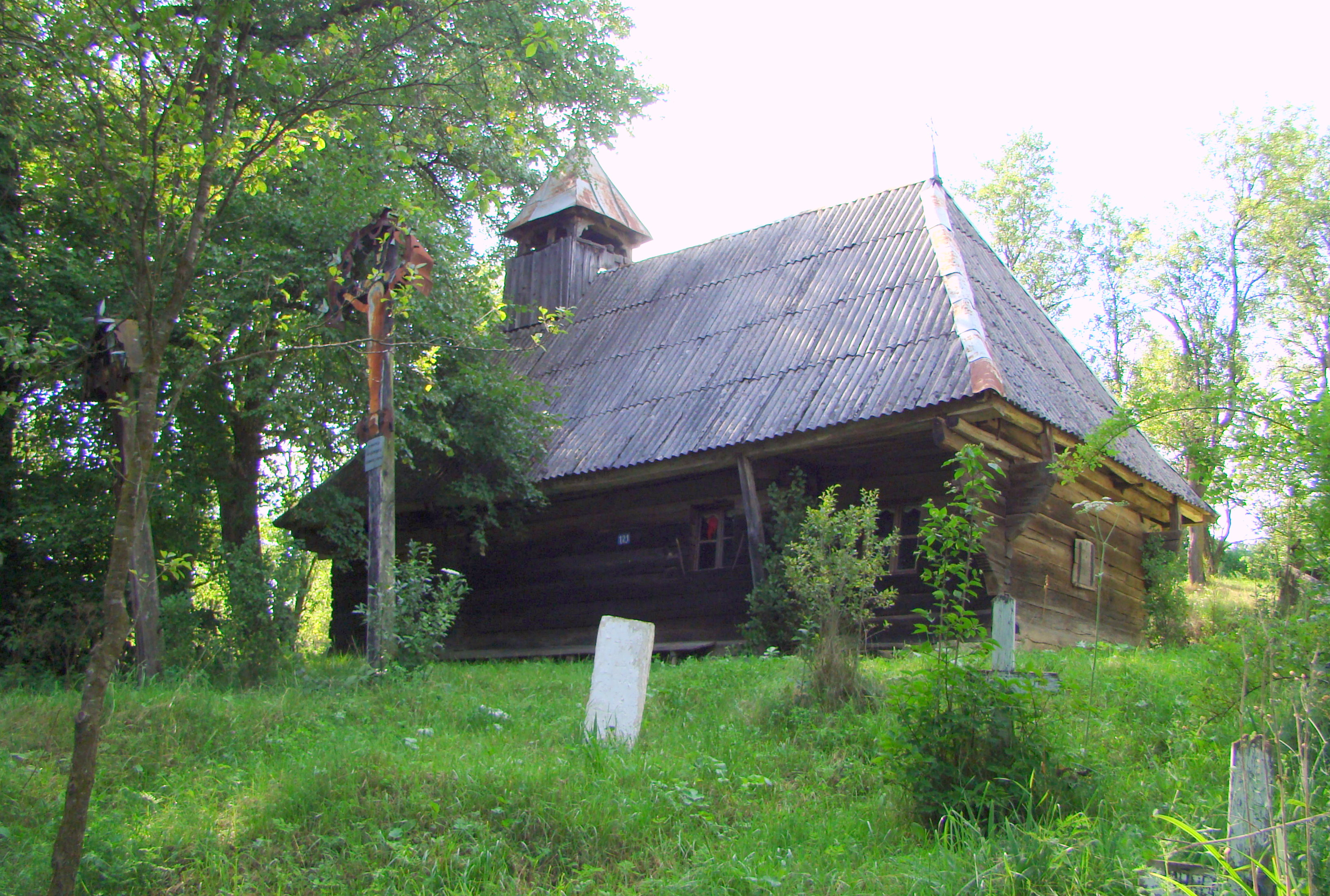
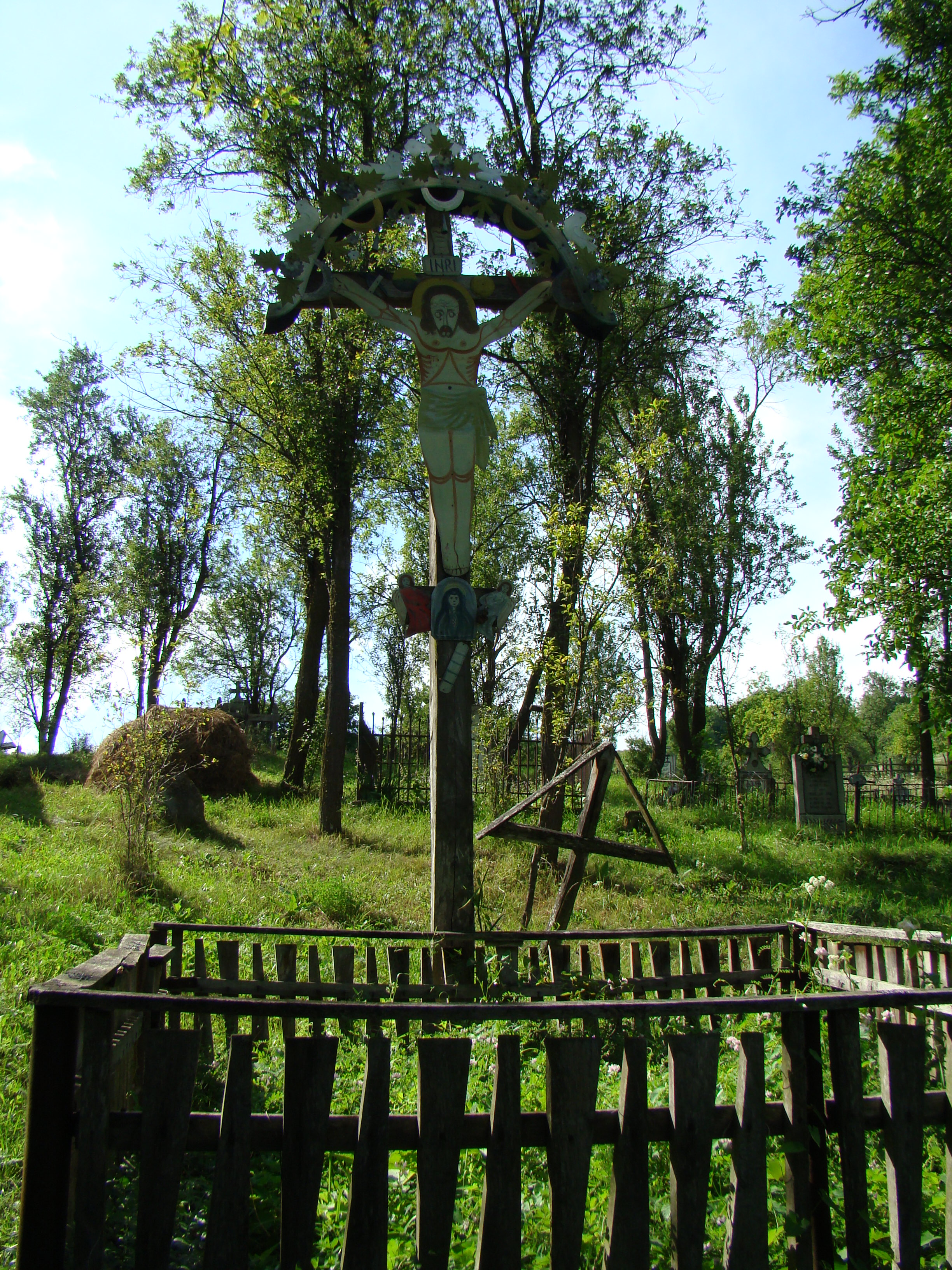
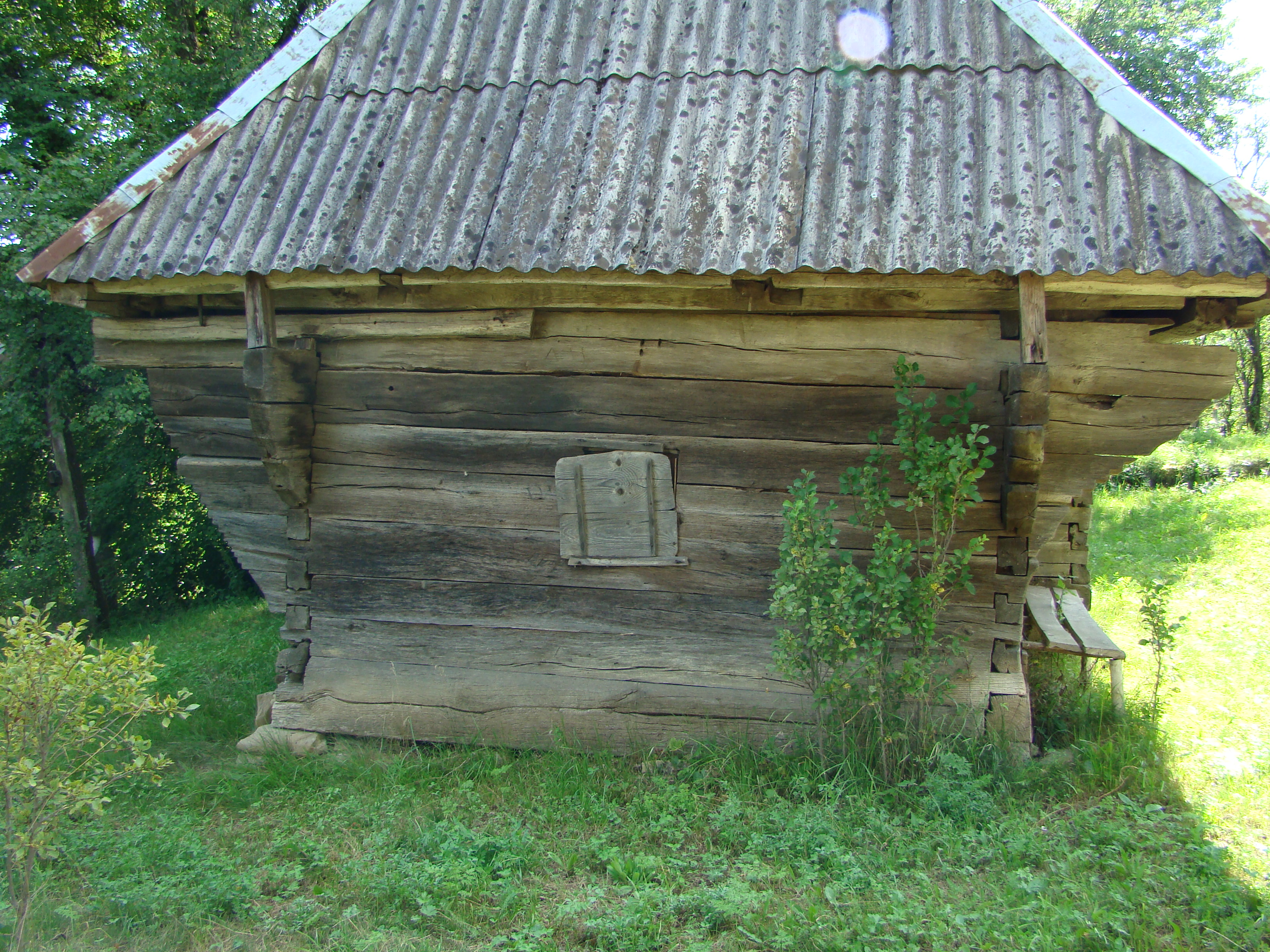
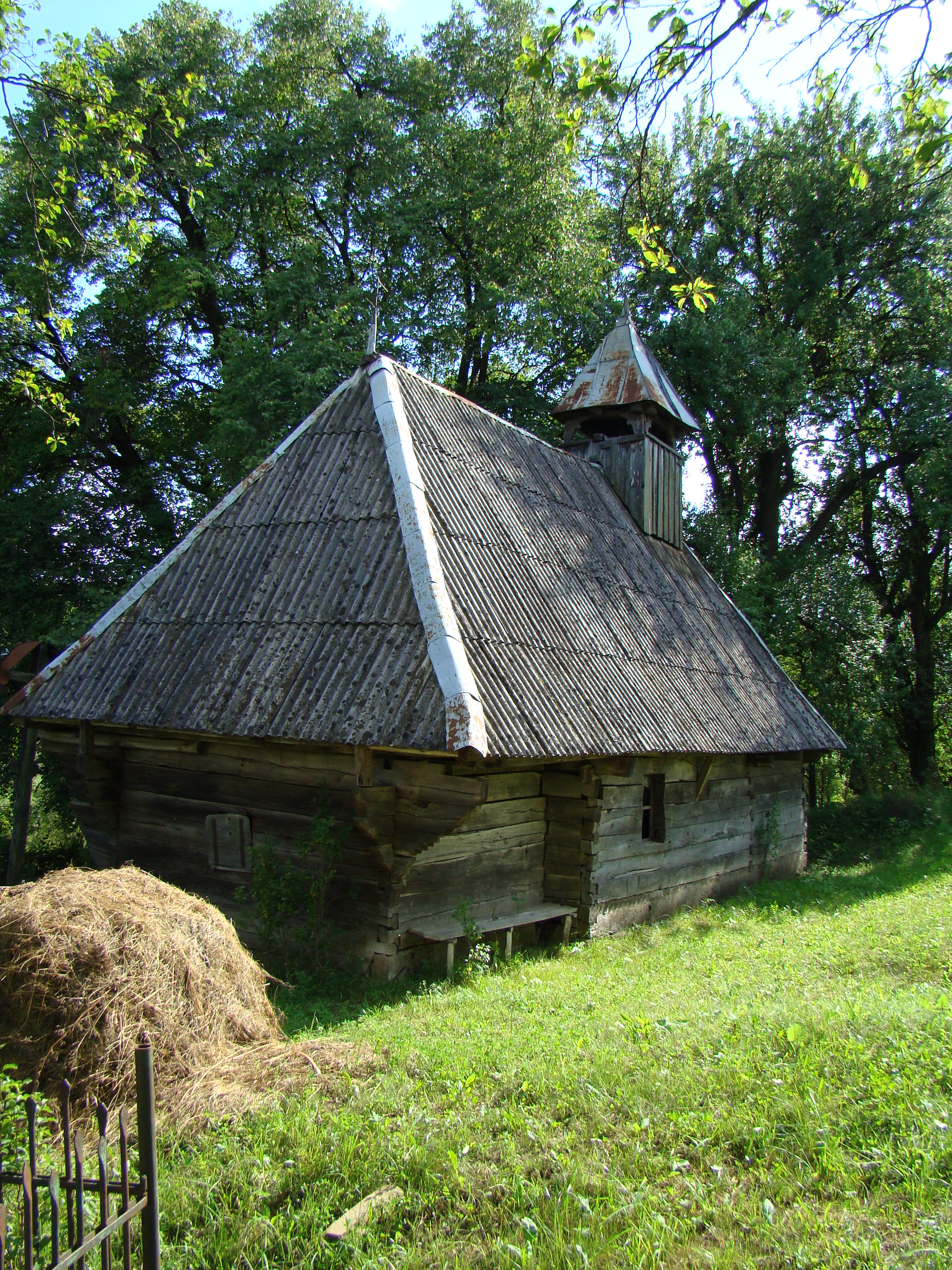
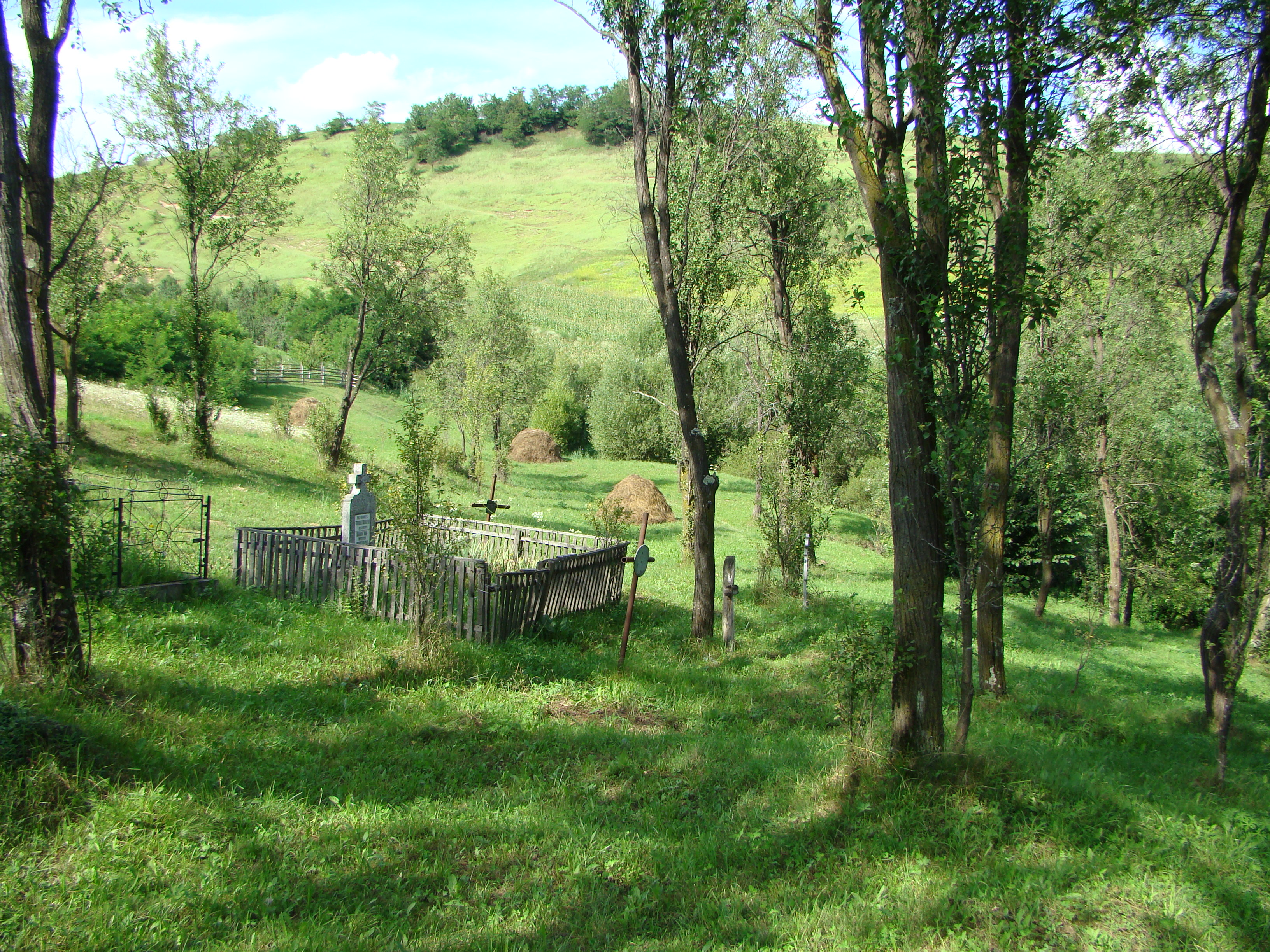
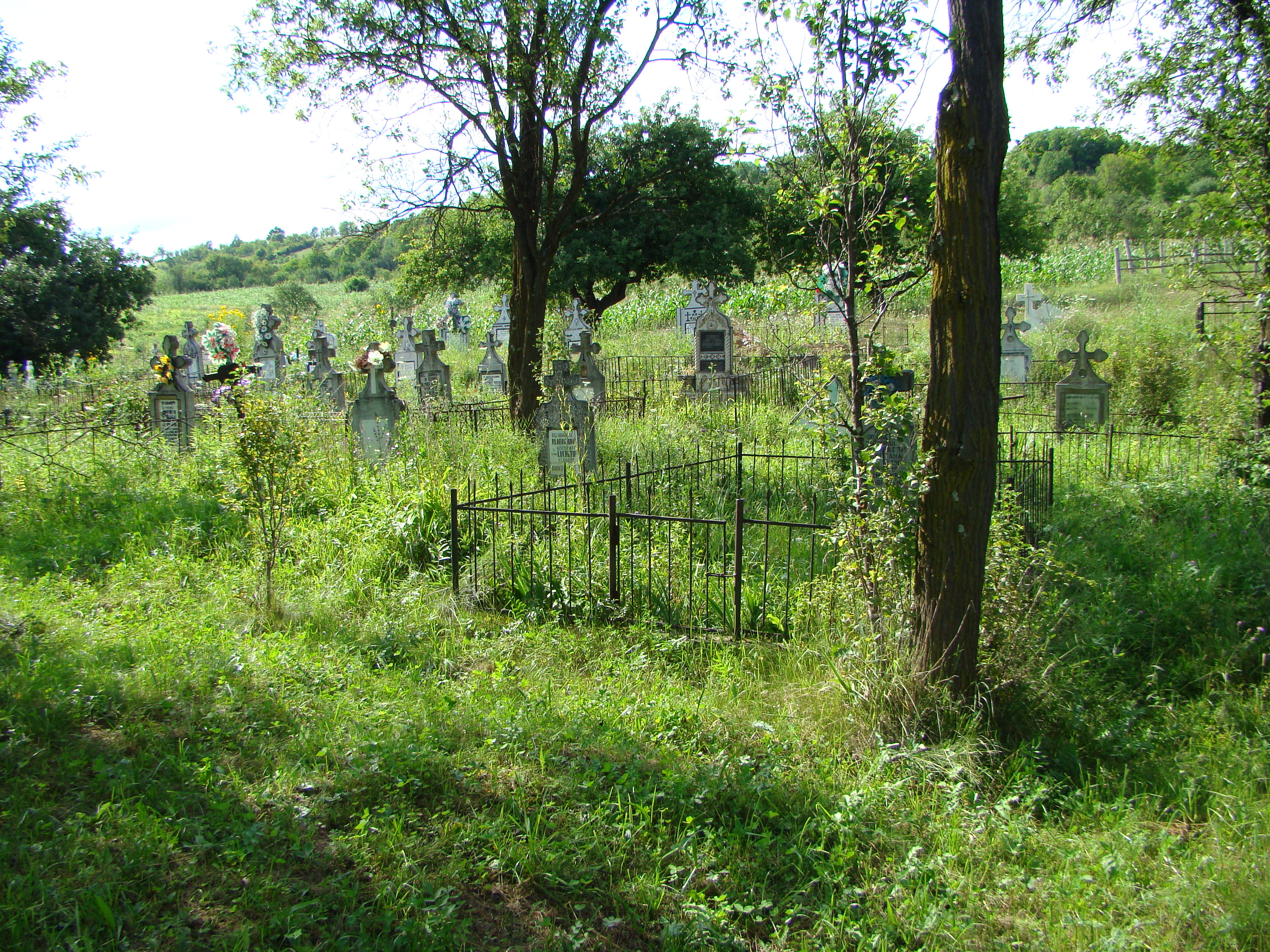
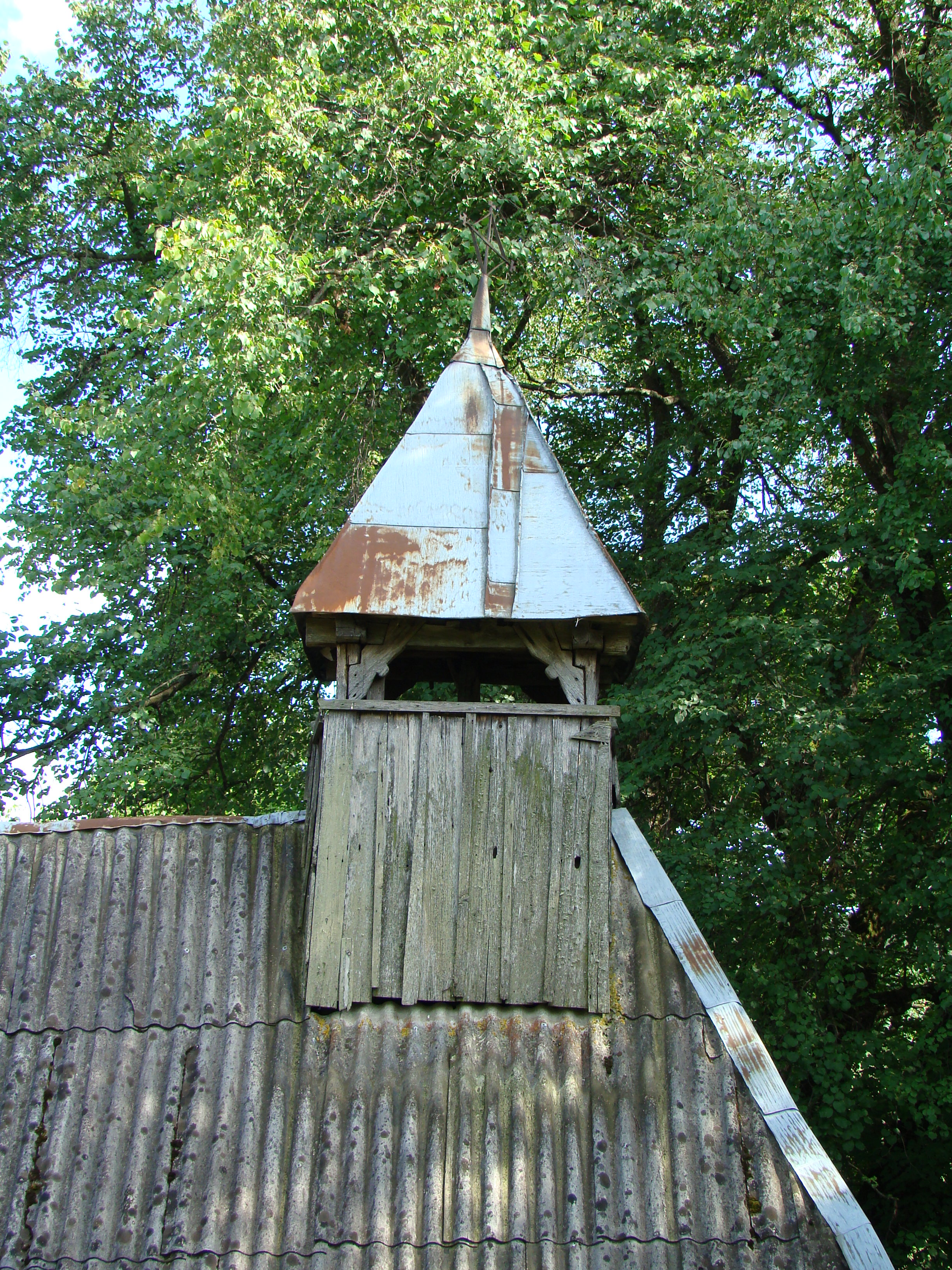
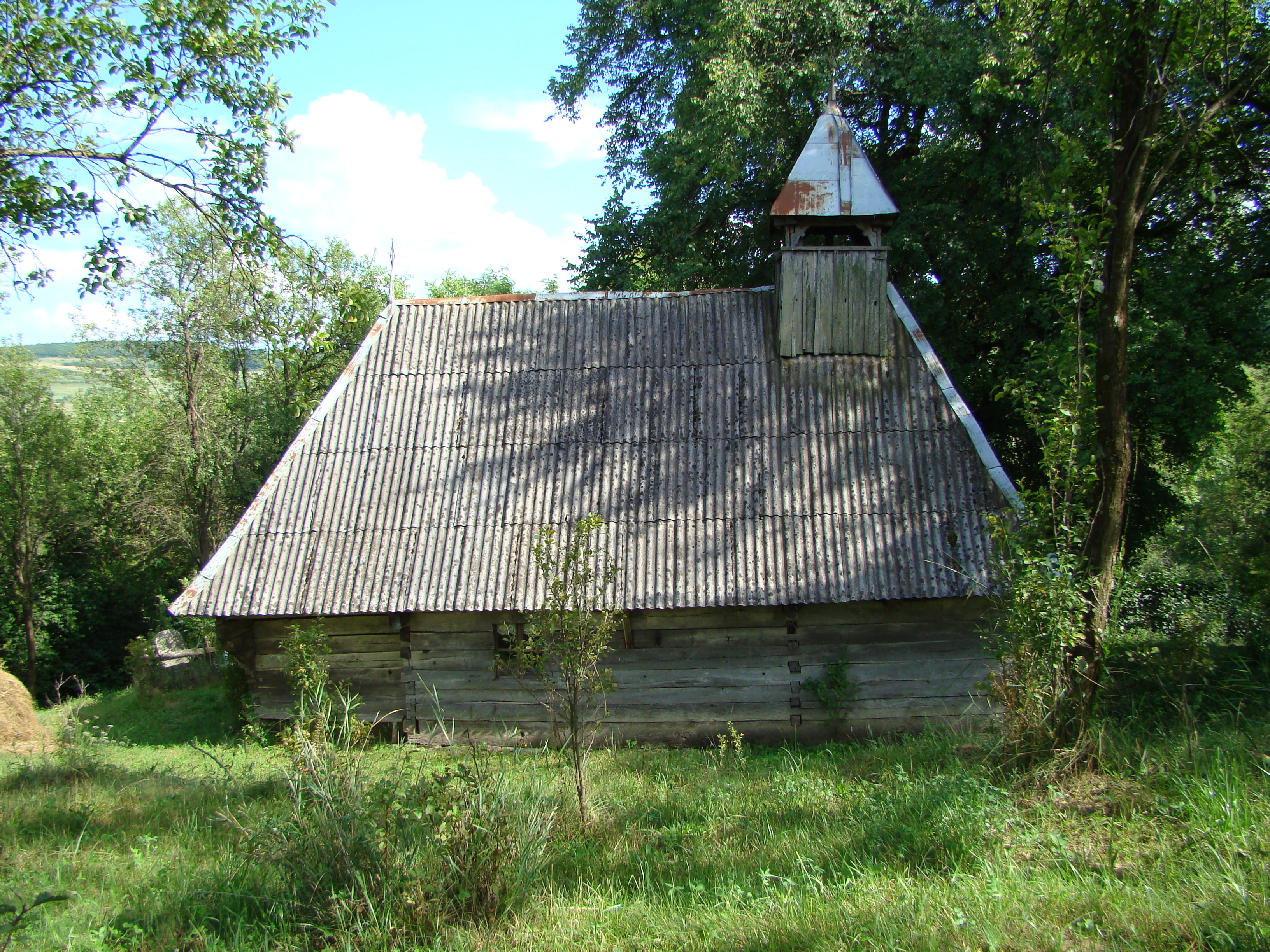
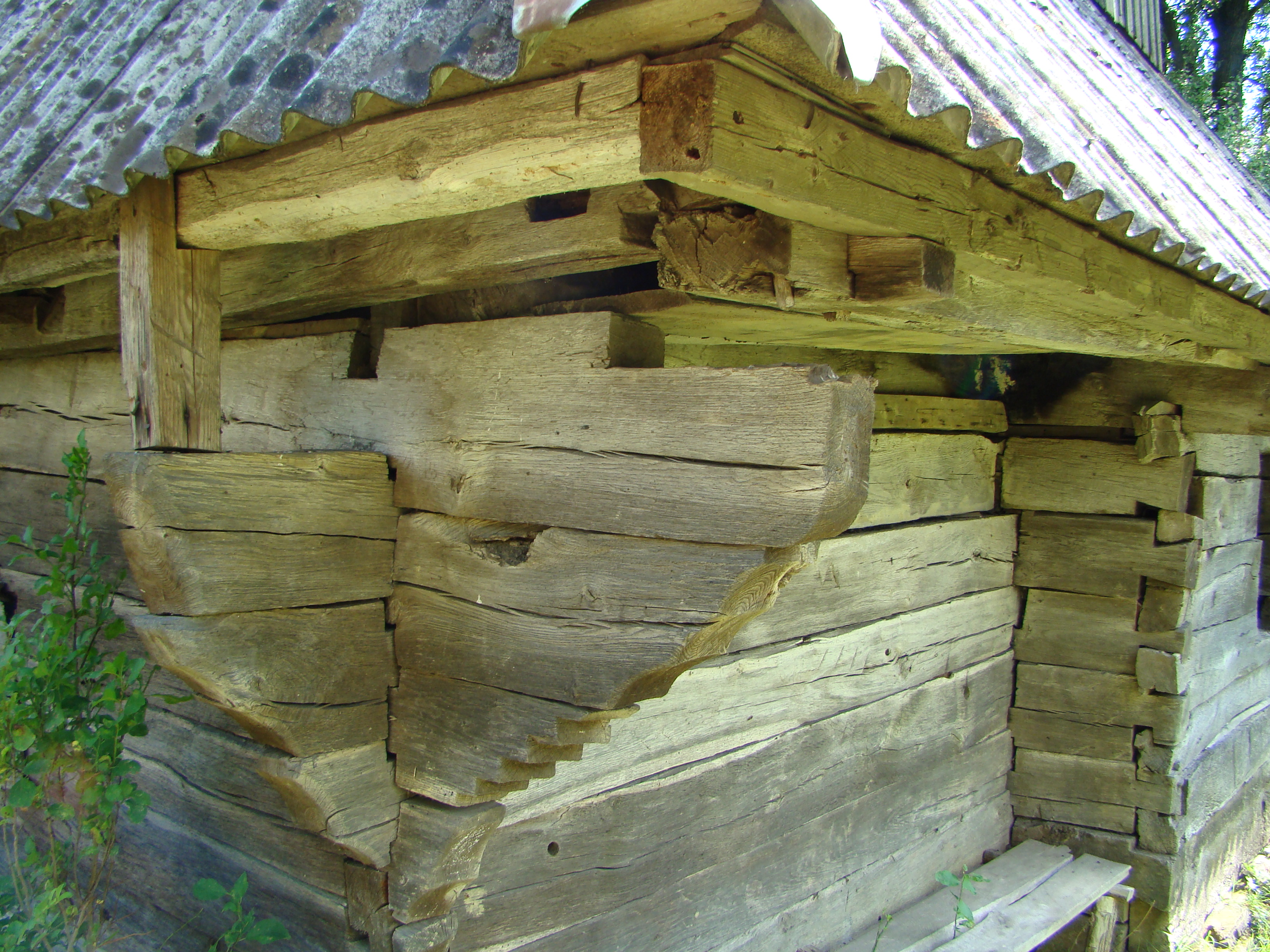
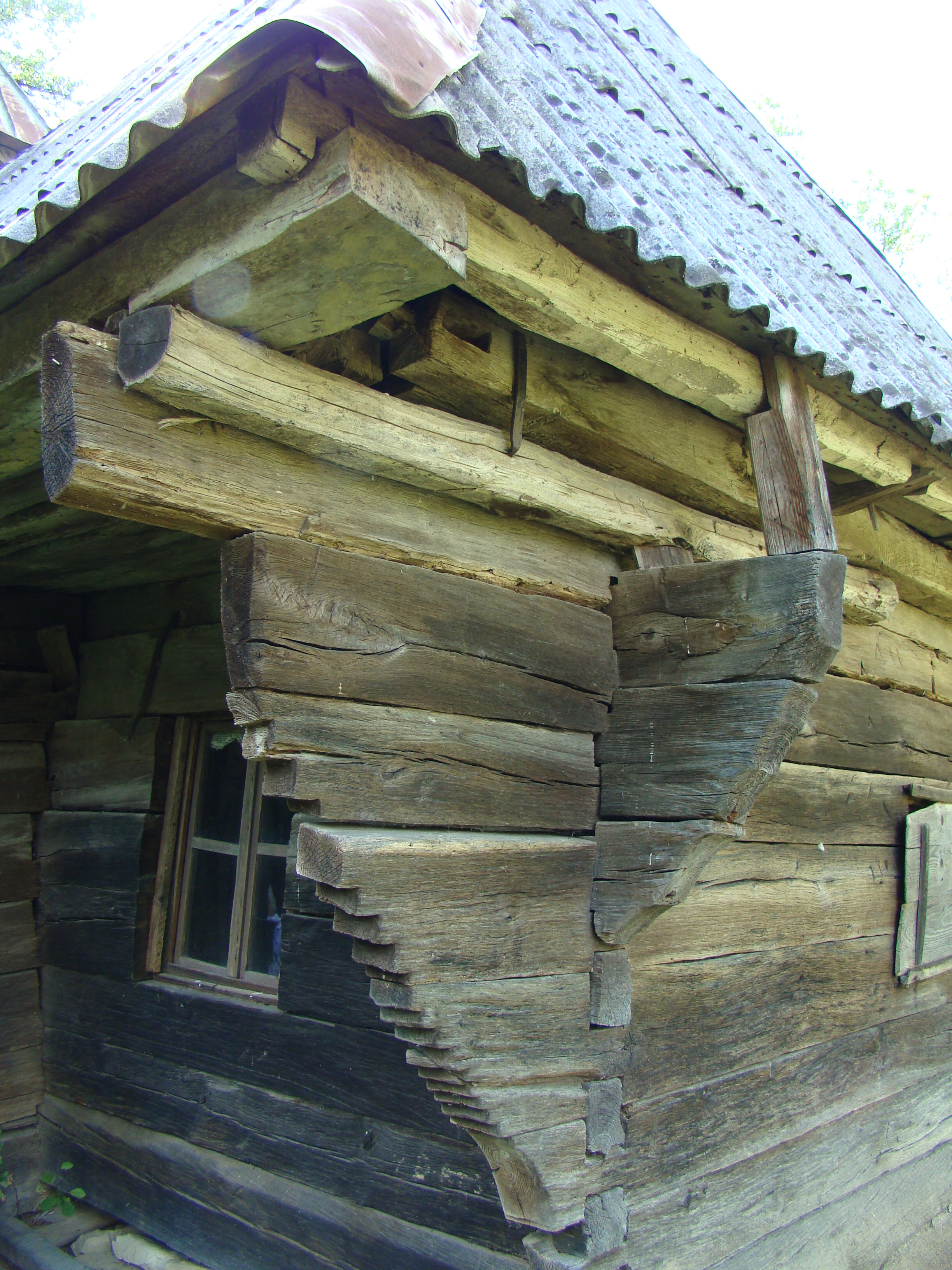
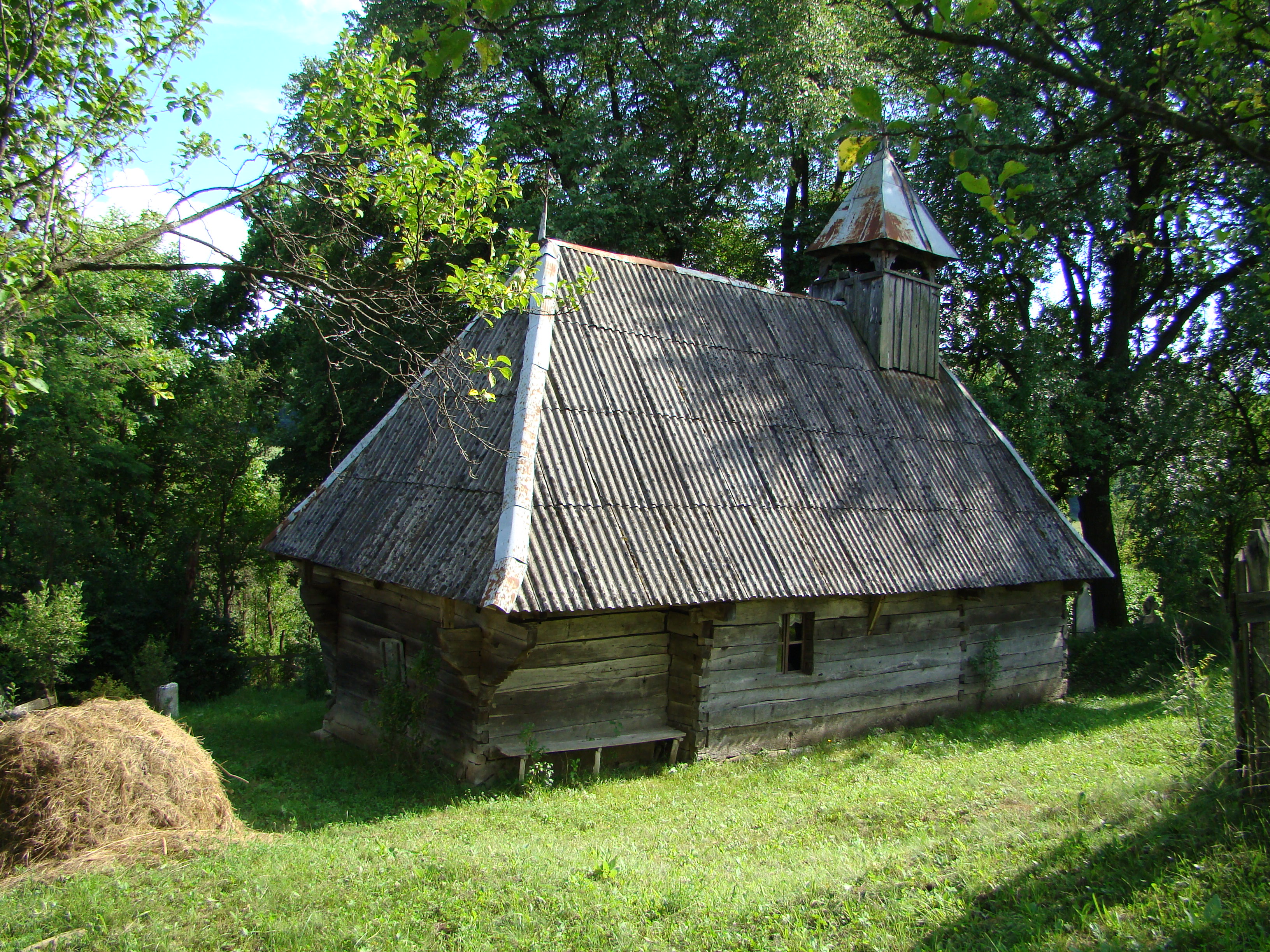